# عملية غصن الزيتون
عملية غصن الزيتون (بالتركية: Zeytin Dalı Harekâtı) هو الاسم الرمزي الذي أُطلق على عملية عسكرية شنتها تركيا وفصائل الجيش السوري الحر المدعومة من قِبلها على مواقع قوات سوريا الديمقراطية المحيطة بمدينة عفرين السورية. تطالب الفدرالية الديمقراطية لشمال سوريا بعفرين والمنطقة المحيطة بها بوصفها إقليم عفرين. يذكر أن إقليم عفرين يشكل جيب معزول عن بقية مناطق الفدرالية الديمقراطية ويحيط به مناطق تسيطر عليها فصائل عملية درع الفرات والمعارضة السورية والحكومة السورية. وقالت الخارجية التركية أنها أبلغت السلطة السورية في دمشق عن تفاصيل عملية عفرين في بيان خطي، في حين نفت وزارة الخارجية السورية هذا الأمر بعد بضعة أيام من انطلاق العملية العسكرية.
أعربت عدد من الدول، منها الولايات المتحدة وفرنسا وروسيا، عن قلقها إزاء هذه العملية، وحدثت مظاهرات ضد العملية في تركيا، وهدد الرئيس التركي أردوغان بـ«ثمن باهظ» لمن احتج على الهجوم العسكري.

## خلفية
حصل تبادل لإطلاق النار في الأيام التي سبقت الهجوم بين نيران مدفعية الجيش التركي وعناصر ميليشيا وحدات حماية الشعب على طول الحدود التركية السورية بالقرب من عفرين، وأفادت وكالة الأناضول بأن المراقبين العسكريين الروس في منطقة عفرين انسحبوا في 19 كانون الثاني (يناير) 2018 توقعًا لهجوم تركي على مواقع الوحدات في عفرين.

## أسباب العملية
اعتبر بعض المحللين السياسيين أن العملية العسكرية التركية في عفرين يُمكن إيجاز أسبابها فيما يلي:

### تحجيم حزب العُمَّال الكُردستاني والحيلولة دون تمدده
قالت الحكومة التُركيَّة إن الهدف من العملية العسكريَّة هي القضاء على الإرهابيين، وهو الوصف الذي تطلقه على قوات حماية الشعب الكردية، إذ تعتبرها امتداد لمتمردي حزب العمال الكردستاني الذين يقاتلون تُركيا مُنذ سنوات. ولذلك نظرت تركيا إلى قوات حماية الشعب المذكورة على أنها تهديد لأمنها القومي، وسبق أن اتَّهمتها بقصف بلدات تُركيَّة حُدوديَّة مع سوريا مرات عدَّة طيلة سنة 2017. وخشيت تُركيا أن يتمكن أكراد سوريا من إقامة كيان جُغرافي مُتصل على حدود تركيا قبالة المحافظات الجنوبية التي تقطنها أغلبية كُرديَّة. لِذلك، هدَّد الرئيس التركي رجب طيب أردوغان مرارًا بشنِّ عملية عسكرية ضد عفرين، مؤكدًا أن وحدات حماية الشعب الكردية تمثل تهديدًا للأمن القومي التركي. وكانت وكالة الأنباء الفرنسية قد نشرت تصريحًا لِمسؤولٍ تركي كبير طلب عدم كشف اسمه، قال فيه أن الهدف من الهجوم على عفرين هو «تحرير هذه المنطقة عبر إزالة الإدارة المرتبطة بحزب العمال الكردستاني ووحدات حماية الشعب الكردية فيها». وقال المُحلل السياسي في مركز التقدم الأمريكي (بالإنجليزية: Center for American Progress) ماكس هوفمان، أن تركيا كانت شديدة الاستياء من توازن القوى القائم في شمال سوريا، الذي بات يميل كثيرًا لصالح الأكراد والنظام السوري، وأنها تخشى قيام كيان كردي معاد جدًا لها في سوريا على حدودها الجنوبية، بحكم الأمر الواقع. كما قال المحلل العسكري التركي عبد الله آغار، إن الدعم المُتزايد من واشنطن لوحدات حماية الشعب الكردية، خصوصاً بالسلاح أثار قلقًا شديدًا لدى تركيا، وهو ما أدى قبلًا إلى توتر العلاقات بين أنقرة وواشنطن، لا سيما وأن الولايات المُتحدة لم تستجب للمطالب التركية بوقف مد الأكراد بالسلاح.
كذلك، قال المُستشارٌ العسكريّ السابق للجيش الأمريكيّ في العراق براد باتي أن تُركيا ترى مصلحتها في تفادي حصول الولايات المتّحدة على شريك عسكريّ جديد في المنطقة، ألا وهو الأكراد. فإذا أصبح الأكراد بفعل تنظيمهم وقوّتهم العسكرية حليفًا يعتمد عليه الأمريكيون أكثر من اعتمادهم على أنقرة، بسبب الخلافات الكثيرة التي نشبت بين الطرفين، سيصبح الأكراد القوّة الأولى التي يعتمد عليها البيت الأبيض. وبالتالي، قد يصير الأخير أقلّ مطواعية على مستوى الاستجابة لمطالب تركيا التي ستخسر عندها الكثير من النفوذ في حلف شمال الأطلسي.

### ضمان دور بارز في مرحلة ما بعد الحرب في سوريا
اعتبر مُحللون أنَّ تركيا أدركت أن وجودها العسكري على الأرض هو الضامن الوحيد للفوز بنفوذ مؤثر في مستقبل سوريا، وأن استعانتها بِقواتٍ عسكريَّة محليَّة موالية لها تُقاتل إلى جانب جُيُوشها من شأنه ضمان مقعد آخر على طاولة إعادة إعمار سوريا، مما يعني فائدة مُباشرة للشركات التركية وضمان حصة مهمة من أموال المانحين الدوليين بعد انتهاء الحرب. كما قيل أنَّ هذا التدخل العسكري من شأنه تعزيز المزيد من الحُضُور التُركي في مناطق سوريَّة أُخرى، مثل إدلب التي تحتضن قوى المعارضة المُسلحة المُرتبطة بِتُركيا، ويقطنها مليونا شخص جاء بعضهم نازحًا من مدن أخرى.

### أسباب سياسيَّة تُركيَّة داخليَّة
اعتبر بعض المُحللين أن هذه العملية العسكريَّة من شأنها إفادة حزب العدالة والتنمية الحاكم في تُركيا، إذ أنَّ المعارك الدائرة من شأنها حشد الأصوات القوميَّة إلى جانب الحزب المذكور. فعلى الرغم من الخلافات الكثيرة بين الحزب الحاكم ذو التوجهات الإسلامية وأحزاب المُعارضة المختلفة، فإن ثمة إجماع تُركي على ضرورة منع قيام دولة كردية على الحدود سواء في كردستان العراق أو في سوريا. كما أن من شأن هذه الحملة جلب مزيد من الأصوات في الانتخابات البرلمانية والرئاسية لِسنة 2019، لتعويض الضرر الناجم عن عمليات تطهير الدوائر الحكوميَّة من أتباع الداعية فتح الله كولن المُتهم بِتدبير مُحاولة الانقلاب العسكري الفاشل خِلال شهر تموز (يوليو) 2016، إذ كان أتباع جماعة فتح الله كولن يمثلون خزانًا انتخابيًا لحزب العدالة والتنمية قبل الشقاق الذي وقع بين كولن وأردوغان قبل سنوات.

### الرغبة الروسيَّة بِضبط القوى الكرديَّة
قال ميخائيل ألكسندروف، وهو أحد الخبراء الروس البارزين في مركز الدراسات العسكرية والسياسية، أن روسيا قررت عدم التدخل في الصراع القائم بين تركيا والأكراد بسبب ممارسات الجانب الكردي خلال الفترة السابقة على اندلاع النزاع، إذ أصبح الأكراد غير مُبالين بمصالح روسيا والنظام السوري، وتحولوا إلى دمى تحركها الولايات المتحدة الأمريكية. واعتبر ألكسندروف أن الأكراد «لم يتوانوا عن تنفيذ أوامر الأوصياء الأجانب»، كما تحركوا في المناطق التي تقع تحت سيطرة تنظيم داعش؛ سعيًا منهم لمهاجمة القوات الموالية للحكومة السورية. كما قال الباحث سالف الذِكر أن العديد من المخيمات على الأراضي الكردية تضم مدربين أمريكيين مُهمتهم إعداد مُقاتلين جدد لضرب الجيش السوري النظامي، وإن الأكراد رفضوا استكمال المُفاوضات المتعلقة بالتسوية في سوريا، وسحب القوات الموالية لهم من العديد من المناطق التي سيطروا عليها، بما فيها الرقة. لِذلك، رأت روسيا - وفقًا لألكسندروف - أن وقوف الأكراد في صف الولايات المتحدة الأمريكية له تبعات كبيرة، ليس فقط بالنسبة لمصالح الرئيس السوري بشار الأسد؛ بل مصالح روسيا في الشرق الأوسط أيضًا؛ ومن ثم لم يعد هناك أي دافع حتى تقوم روسيا بالدفاع عنهم وحمايتهم، فتركت تركيا تتصرف معهم عسكريًا.

### الرغبة التُركيَّة بِإعادة قسم من اللاجئين السوريين إلى ديارهم
قال الرئيس التركي رجب طيب أردوغان أمام تجمُّع من حزب العدالة والتنمية في مدينة بورصة يوم الأحد 21 كانون الثاني (يناير) 2018، إنّ 55% من أهل عفرين هم عرب و35% من الأكراد وصلوا لاحقًا، وإنّ الهدف الأساسيّ هو «تسليم عفرين إلى أصحابها الحقيقيّين». وقال أيضًا: «ما هو هدفنا؟ هل عندنا 3.5 مليون لاجئ سوريّ يعيشون على أراضينا؟ نعم عندنا. هدفنا هو إعادة هؤلاء الأخوات والإخوة السوريّين بأسرع وقت ممكن. هنالك خطوات حاليّة تُتخذ في هذا الاتجاه. نتّخذ وسنتّخذ جميع الخطوات الضروريّة ضدّ المنظّمة الإرهابيّة الانفصاليّة. لا يمكن التسوية حول ذلك. سنزيل جميع عناصر حزب العمّال الكردستاني، حزب الاتحاد الديموقراطي الكردستانيّ ووحدات حماية الشعب الكرديّة من بلدنا. هؤلاء الذين يريدون التقدّم من سوريا سيدفعون ثمنًا كبيرًا لذلك». وفي يوم الجمعة 26 كانون الثاني (يناير) 2018، قال الرئيس التركي في اجتماعٍ لحزب العدالة والتنمية عُقد في أنقرة، إن القوات التركية ستتحرك من عفرين شرقًا إلى مدينة منبج بريف حلب الشرقي وصولًا إلى مناطق سيطرة الأكراد في محافظتي الرقة والحسكة، وأن العملية العسكرية التركية في سوريا لن تتوقف إلا عند القضاء «على آخر إرهابي وحتى تصبح المنطقة آمنة لأصحابها الأصليين».

### أسباب اقتصاديَّة تُركيَّة
قال المستشار العسكريّ السابق للجيش الأمريكيّ في العراق براد باتي أن هُناك مصلحتين استراتيجيّتين حيويّتين لا تُذكران في الخطابات التركيّة الرسميّة تقضي إحداها بمنع إقامة دولة كرديّة قابلة للحياة على الحدود التركية الجنوبية. ولما كانت وحدات حماية الشعب الكردية قادرة على بناء دولة حيويّة وإعطائها منفذًا إلى البحر الأبيض المتوسط، فإن هذا معناه أن هذا المنفذ قد يُلغي اعتماد كردستان العراق على خطوط الأنابيب التي تمرّ في تركيا، مما يعرّض اقتصاد أنقرة للخطر.

## الهجوم

### إطلاق العملية
أعلن وزير الدفاع التركي نور الدين جانيكلي، مساء يوم الجمعة 19 كانون الثاني (يناير) 2018 أن القوات المسلحة التركية ستنفذ عملية عسكرية في عفرين، لكن توقيتها متعلق بإنجازها في الوقت الأكثر فاعلية ونجاحًا، قائلًا: «ستتم إزالة كافة خطوط الإرهاب شمالي سوريا، على الرغم من تصريحات أمريكية طالبت أنقرة بعدم اتخاذ هذه الخطوة». وفي اليوم المذكور وصلت حافلات تقل أعدادًا من المقاتلين المنتمين لفصائل من المعارضة السورية إلى المنطقة الحدودية بين سوريا وتركيا تمهيدًا لمشاركتهم في المعركة القادمة.
وفي يوم السبت 20 كانون الثاني (يناير) 2018، أعلن الرئيس التركي رجب طيب أردوغان، في خطاب متلفز في مدينة كوتاهية، أن القوَّات المُسلَّحة التُركيَّة بدأت فعليًا في عمليتها العسكرية، لطرد المقاتلين الأكراد من مدينة عفرين، وأن هذه العمليَّة العسكريَّة لن تتوقف عند عفرين وحسب، بل ستكون مدينة منبج - التي يسيطر عليها الأكراد - هي التالية، وقال: «سنطهر دنس الإرهاب الذي يحاول تطويق بلادنا حتى حدود العراق». واعتبر أن تركيا لن تكون آمنة، ما دامت سوريا غير آمنة، وانتقد القوة التي أعلنت الولايات المتحدة عن تشكيلها من الأكراد وقوامها 30 ألف شخص، وأطلقت عليها اسم «قوة أمن الحدود»، ثم غيّرت اسمها إلى «قوة سيطرة ميدانية» بعدما أعلنت «أنقرة» عن رفضها للخطوة الأمريكية، فقال: «من يُخططون للعبة في سوريا من خلال تغيير اسم التنظيم الإرهابي يعتقدون بأنهم يتمتعون بالدهاء. أقول لهم: الاسم الحقيقي لذلك التنظيم هو "بي كا كا"، و"ي ب ك"، ب ي د"». وكانت صحيفة يني شفق التُركيَّة قد نقلت عن مصادر عسكريَّة تفاصيل العملية في عفرين، وكشفت عن قائد العملية هذه، ليتبين أنه قائد الجيش الثاني الفريق «إسماعيل متين تمل»، الذي كان له دور بارز خلال عملية درع الفرات، وأشارت الصحيفة المذكورة أن العملية سيشارك فيها لواءان من القوات الخاصة، وأنها عبارة عن عملية محاصرة مدعومة بغطاء جوي، وأنه من المخطط أن يُحاصر المقاتلين الأكراد غربًا من الإسكندرونة وشمالًا من كلس، وشرقًا من أعزاز، ومن تل رفعت وإدلب جنوبًا.

### تصريحات قوات سوريا الديمقراطية
قالت قوات سوريا الديمقراطية، يوم السبت 20 كانون الثاني (يناير) 2018، إن تهديد تركيا مفاجئ وغير مبرر، وأن هذا الرد يُغامر بعودة تنظيم داعش. كما قالت أن قول أنقرة بشن قوات سوريا الديمقراطية هجمات عبر الحدود في تركيا إنما هو ادعاءات كاذبة تستخدمها أنقرة مُبررًا لعملية عسكرية في سوريا، وإنها لا تجد خيارًا أمامها سوى الدفاع عن نفسها إن تعرضت لهجوم. وفي اليوم نفسه، ظهر آلدار خليل القيادي في حركة المجتمع الديمقراطي الكردية في حديث مُتلفز، قال فيه أن أكراد عفرين رفضوا اقتراحًا روسيًا كان يهدف لتفادي التدخل التركي في المنطقة، وفحوى هذا الاقتراح أن يتنازل الأكراد عن المناطق التي يُسيطرون عليها ويُسلمونها للنظام السوري، لكن هؤلاء لم يقبلوا وأصروا على القتال حتى إفشال «المخطط التركي».

#### الاستعانة بمقاتلين أجانب
في يوم الأربعاء 24 كانون الثاني (يناير) 2018، قال ريدور خليل، وهو أحد المسؤولين في قوات سوريا الديمقراطية أن متطوعين أمريكيين وبريطانيين وألمان حاربوا تنظيم داعش في الرقة، إلى جانب القوات التي يقودها الأكراد، متواجدون في منطقة عفرين للمشاركة في التصدي للهجوم التركي، وأنهم أتوا بناءً على رغبتهم الخاصة، على أنه رفض تحديد متى وصل هؤلاء المُقاتلون الأجانب لِعفرين، لكنه قال إن أعدادهم تُقدَّر بالعشرات. وفي يوم السبت 27 كانون الثاني (يناير) 2018 نشرت صحيفة النيويورك تايمز تقريرًا أكَّدت فيه استعانة الأكراد بمُرتزقة أجانب من جنسياتٍ مُختلفة، بعد نشر هؤلاء مقطع ڤيديو على يوتيوب في اليوم السابق (الجمعة)، ظهر فيه أحدهم وهو يتحدث بلكنة فرنسية، وآخر بلكنة أمريكية، وآخر تبين أنه مواطن صيني-بريطاني أكَّد فيما بعد وجوده بسوريا في مقابلةٍ صحفية عبر الهاتف مع الصحيفة المذكورة، وأنه في قلب المعركة مع تركيا. ولوحظ أن هؤلاء المقاتلين الأجانب عرفوا أنفسهم بأسماء حربٍ كردية، تبنُّوها بعد أن تطوَّعوا بالانضمام إلى وحدات حماية الشعب.

### الانسحاب الروسي
أعلن الجيش الروسي في يوم السبت 20 كانون الثاني (يناير) 2018 انسحاب جنوده من منطقة عفرين، بعد تأكيد بدء العملية العسكرية التركية في المدينة، ونقلت وكالة فرانس برس بيانًا صادرًا عن وزارة الدفاع الروسية قالت فيه أن العسكريين الروس في عفرين أُرسلوا إلى تل رفعت من أجل ضمان سلامتهم. وأن الجيش الروسي أعاد تمركز مجموعات تابعة له وأفراد من الشرطة العسكرية، بعد نقلها من منطقة عفرين.

### انطلاق القتال

#### العمليَّات خلال شهر كانون الثاني (يناير) 2018

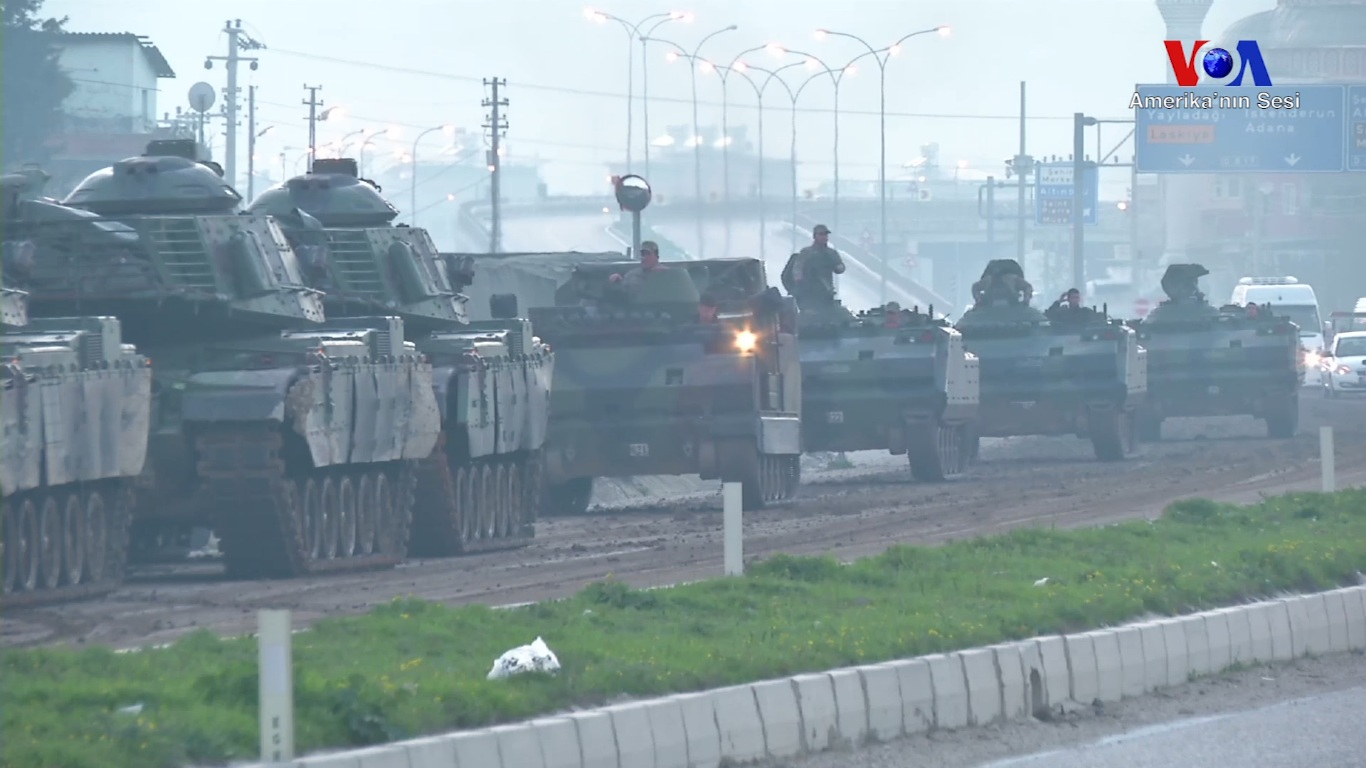
مدرعات الجيش التركي المتجهة إلى عفرين

قصفت المدفعية التركية يوم السبت 20 كانون الثاني (يناير) 2018 مواقع القوات الكردية في عفرين، وذكرت وكالة الأناضول أن دوي الانفجارات سمع من بعض القرى التركية الواقعة على الحدود السورية. وفي وقتٍ لاحقٍ من ذلك اليوم أعلنت القوات التركية أن طائراتها دمرت 108 أهداف عسكرية تابعة لتنظيمي وحدات حماية الشعب وتنظيم الدولة الإسلامية (داعش)، في 7 مناطق شمالي سوريا، وتضمنت النقاط المستهدفة مخابئ وملاجئ ومستودعات ذخيرة تعود للتنظيمين المذكورين. وواصل الجيش التركي طيلة ليلة السبت وفجر الأحد 21 كانون الثاني (يناير) 2018، إرسال تعزيزات جديدة للقوات العاملة قرب الحدود مع سوريا. وقالت وكالة الأناضول أن وحدات الجيش السوري الحر المدعومة من القوات التركية بدأت بالتقدم داخل مدينة عفرين، وأكَّدت قيادة الأركان العامة التركية هذا الأمر أيضًا. وفي فجر يوم الأحد المذكور أعلنت السلطات التركية أن 15 منطقة حدودية هي مناطق أمنية خاصة لمدة أسبوعين، وبعد بضع ساعاتٍ من هذا الأعلان سقطت 4 صواريخ أطلقت من سوريا على بلدة كلس، مما ألحق أضرارًا بمنازل، بحسب وكالة الأناضول، التي قالت إن 3 صواريخ من تلك المُطلقة ألحقت أضرارًا بمنزلين في حين سقط الرابع على أرض فضاء في وسط المدينة، ولم يسقط ضحايا جرَّاء هذا الأمر.

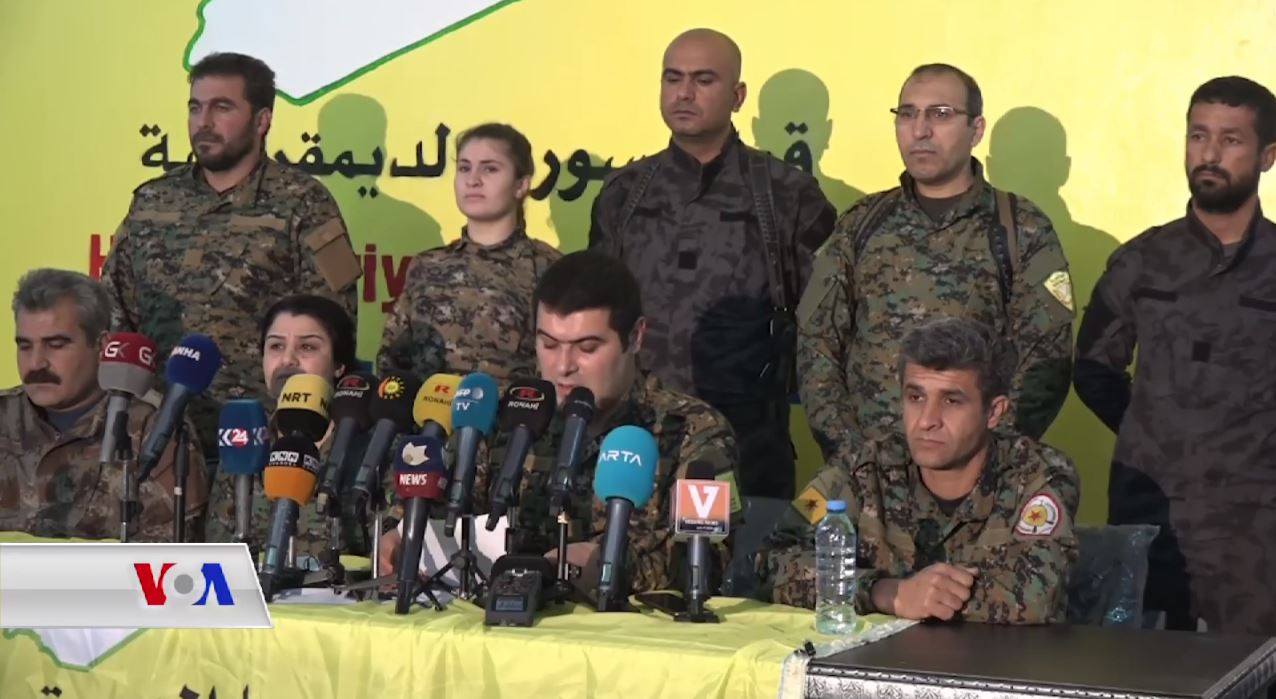
مُؤتمرٌ صحفيّ لِقُوَّات سوريا الديمُقراطيَّة يوم 22 كانون الثاني (يناير) 2018، بُعيد انطلاق العمليَّة العسكريَّة التُركيَّة.

حمَّلت وحدات حماية الشعب الكردية في بيانٍ صدر عنها روسيا المسؤولية عما تعرضت له عفرين من قصف وهجمات تُركيَّة، فقالت: «نعلم جيدًا أن الجيش التُركي ما كان له أن ينفذ هذا الهجوم دون مُوافقة القوى الدولية وعلى رأسها روسيا التي تنشر قواتها في عفرين. وعليه فإننا بقدر ما نحمل دولة الاحتلال التُركيَّة مسؤوليَّة هذه الهجمات، فإننا نحمل رُوسيا أيضًا مسؤولية هذه العملية، ووزر أي مجزرة قد يتعرض لها المدنيون». واعتبر البيان أن الجيش التركي يسعى من خلال القصف الجوي إلى إخلاء عفرين وإجبار المدنيين على النزوح، ومن ثم حشد «المُرتزقة» في المنطقة.

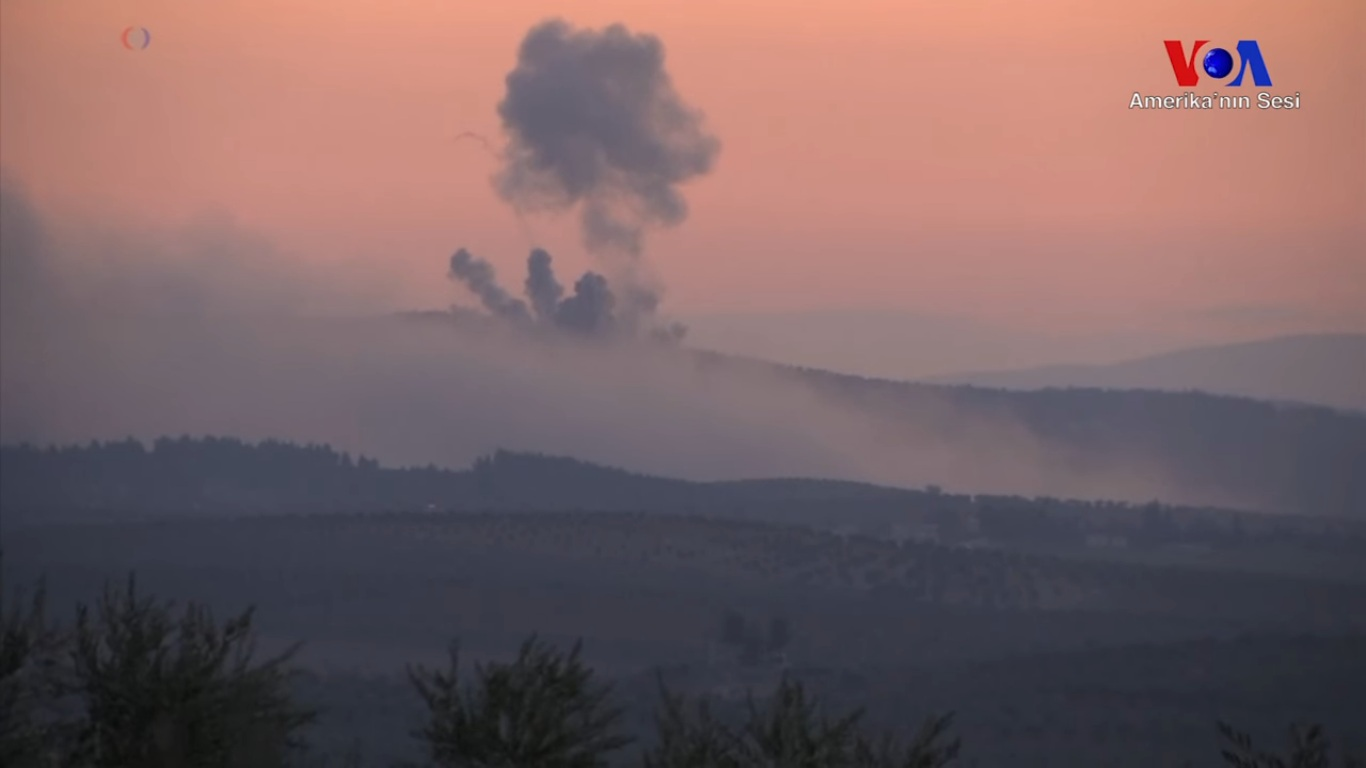
قصفٌ صاروخيّ من إحدى الطائرات الحربيَّة التُركيَّة على موقعٍ لِلمُقاتلين الأكراد، يوم 20 كانون الثاني (يناير) 2018.

وصل عدد قتلى المعارك خِلال 3 أيَّام من انطلاق الحملة إلى 54 عنصرًا من الفصائل المُعارضة القريبة من أنقرة والمُقاتلين الأكراد، وفق حصيلة للمرصد السوري لحقوق الإنسان. وأعلن نائب رئيس الوزراء التركي بكر بوزداغ أن العملية العسكريَّة التي تمضي بنجاح وفق المُخطط، داعيًا المجتمع الدولي إلى دعمها، وقال أنها «لم تشهد حتَّى الآن مقتل أو إصابة أي من الجنود الأتراك»، لكن لم يلبث أن أُعلن عن مقتل أول الجنود الأتراك في ذات اليوم، بعد بضع ساعات. قصفت المدفعية التركية يوم الاثنين 22 كانون الثاني (يناير) 2018، أي في اليوم الثالث من المعارك، مواقع وحدات حماية الشعب الكردية بكثافة، وفق ما أفادت وسائل إعلام تركية. وادعت قوات سوريا الديمقراطية أن عدد القتلى بسبب القصف التركي بلغ 18 مدنيًا، بينهم نساء وأطفال، إضافةً إلى 23 مصابًا، وأوضحت أنها تدرس إمكانية إرسال تعزيزات إلى عفرين للمساعدة في صد الهجوم التركي. وكشف فصيل عسكري كردي سوري أنه تصدى للقوات التركية وحلفائها في قرى استولوا عليها خلال إحدى الهجمات. وذكر المرصد السوري لحقوق الإنسان أن القوات الكردية خاضت معركة شرسة وتصدت للقوات التركية ومقاتلين متحالفين معها في قريتين كانت تلك القوات قد استولت عليهما لبرهة قصيرة. وأضاف المرصد أن فصائل من الجيش السوري الحر فتحت جبهتين جديدتَيْن في اليوم الثالث من الهجوم، وحاولت مرة أخرى دخول عفرين.
وفي اليوم الثالث أيضًا، تمكنت القوات التركية والجيش السوري الحر من السيطرة على 12 قرية وبلدة وأربعة تلال في منطقة بلبل شمال عفرين، كما سيطرة الجيش السوري الحر على منطقة جبل «برصايا»، في محيط عفرين. وقالت وكالة الأناضول إن الجيش استولى على قرى شنكل وبالي وأده ومنلين بالإضافة إلى مناطق ريفية تتضمن كيتا وكوردو وببنو، على أن القيادي في الوحدات الكردية محمد نوري نفى ما قيل، وقال إن القوات الكردية تمكنت من صد الهجوم التركي والسوري الحر وإجبار الجُنُود على التقهقر. وفي هذه الاثناء، قصف النظام السوري مجددًا غوطة دمشق الشرقية المحاصرة بصواريخ تحمل غاز الكلور السام ما أدى إلى 21 حالة اختناق بين المدنيين المحاصرين. وفي فجر يوم الثلاثاء 23 كانون الثاني (يناير) 2018، قال مُراسل قناة الجزيرة من شرق عفرين عمرو الحلبي أن هناك معارك كر وفر واشتباكات بين القوات الكردية والجيشين السوري الحر والتركي، في محاولةٍ من الأكراد لاسترجاع السيطرة على جبل برصايا، على أن عشرات الآليات ومئات الجنود من الجيشين المذكورين بقيت متمركزة في قمة الجبل. ويُلاحظ أن محاولة استرجاع السيطرة على هذا الجبل ترجع إلى أهميته الإستراتيجية، إذ أنه يُشرف على مساحات واسعة من عفرين وإعزاز ومناطق أخرى في ريف حلب، ويُمكن للسيطرة عليه أن تسهل التقدم نحو عفرين. وفي هذا اليوم أعلن الجيش التركي أن حصيلة القتلى في صفوف وحدات حماية الشعب الكردية وتنظيم داعش، بلغت 260 مُقاتلًا على الأقل، مُقابل 3 جنود أتراك حتَّى ذلك التاريخ. لكن ريدور خليل، المسؤول الكبير في قوات سوريا الديمقراطية، نفى هذه الأنباء، مؤكدًا سقوط قتلى في صفوف القوات المذكورة، ولكنه رفض ذكر عددهم.
أثَّرت حالة الطقس الرديئة على مُجريات المعارك في اليوم الرابع منها، إذ حالت الأمطار والضباب دون تنفيذ غارات جوية تركية، كما أعاقت تقدم القوات على الأرض. ولكن في ليلة ذلك اليوم، تحركت وحدات كردية من شرق عفرين وغربها، وقرب مدينة دارة عزة (جنوب عفرين)، وبالقرب من مدينة الباب الواقعة في ريف حلب الشرقي، وهاجمت مواقع للجيش السوري الحر المُتمركز فيها. تمكن الجيش سالف الذكر من صد تلك التحركات، كما رد الجيش التركي على تلك التحركات بقصف جوي ومدفعي استهدف نقاط تمركز الوحدات الكردية في محيط عفرين من جهة مدينة إعزاز الخاضعة لسيطرة المعارضة السورية، واستمر هذا القصف حتى ساعات فجر اليوم الأربعاء 24 كانون الثاني (يناير) 2018، وفي صباح هذا اليوم أغارت الطائرات المُقاتلة التُركيَّة على مواقع عند سد 17 نيسان في منطقة ميدانكي بريف عفرين، واستهدف الجيش التركي - الذي كان يواصل تأمين الحدود - قرى في ناحيتي جنديرس وراجو شمال غرب عفرين، قبل أن يشن الجيش السوري الحر هجومًا بريًا عليها. وقال مُراسل قناة الجزيرة أن الجيش السوري الحر سيطر على أغلب التلال المطلة على راجو، بعد أن سلك الطريق السريع المؤدي إليها، وأن الوحدات الكردية حاولت التقدم على النقاط التي تسيطر عليها المعارضة من جهة ريف حلب الغربي، حيث تتمركز نقاط الجيش التركي في جبل سمعان وصلوة، إلا أن المعارضة صدت الهجوم واستعادت ما خسرته. تقدمت الوحدات العسكرية التركية والجيش السوري الحر تقدمًا بطيئًا ذلك اليوم بسبب الطقس العاصف ومُقاومة المسلحين الأكراد. وفي يوم الخميس 25 كانون الثاني (يناير) 2018 عاودت الطائرات الحربية التركية شن غارات جوية على مواقع الوحدات الكردية، وبالتزامن قصفت المدفعية والدبابات التركية المتمركزة عند الحدود في ولاية الإسكندرونة مواقع مفترضة للمسلحين الأكراد، وتمكن الجيش الحر من قطع طريق عفرين - راجو بعد سيطرته على مجموعة من التلال في المنطقة شمال غرب عفرين. وعملت الفصائل السورية الحليفة لتركيا على تحصين المواقع التي سيطرت عليها خلال الأيام الماضية في ريف عفرين تمهيدًا لاستكمال الهجوم البري بدعم من الجيش التركي. وفي هذا اليوم قال رئيس الوزراء التركي بن علي يلدرم أن أنقرة تمكنت من تحييد أكثر من 300 من عناصر الوحدات الكردية التي تحدثت بدورها عن أكثر من 200 قتيل من العسكريين الأتراك، على أن تُركيا أقرت فقط بمقتل ثلاثة من جنودها.
أعلنت قيادة أركان الجيش في تركيا يوم الأحد 28 كانون الثاني (يناير) 2018 أن حصيلة خسائر القوات الكردية حتَّى التاريخ المذكور بلغت 484 مُقاتلًا، وأن القوات التركية اشتبكت اشتباكًا عنيفًا مع الأكراد في بلدة راجو غرب مدينة عفرين، رافقه قصفٌ تُركي لمواقع ومرابط وحدات حماية الشعب باستخدام المروحيات والمدفعية الثقيلة، كما أعلت القيادة المذكورة في بيانٍ آخر عن مقتل اثنين من الجنود الأتراك وإصابة 11 آخرين، مما يرفع الخسائر التركية إلى خمسة عساكر. كما قال الجيش التركي إن اثنين من عناصر الجيش السوري الحر قُتلا وأصيب أربعة آخرون في المواجهات التي تركزت في جبال راجو قرب الحدود السورية التركية. وأضاف أنه حيّد منذ بدء العمليات 447 من المسلحين الأكراد الذين يقولون بدورهم إنهم قتلوا أكثر من 200 جندي تركي. كذلك، تمكن الجيش السوري الحر من السيطرة على قرية العلياء ومُعسكر لقوات حماية الشعب الكردية غرب عفرين، مما رفع إلى نحو عشرين عدد القرى التي سيطرت عليها القوات الحليفة من مجموع 360 قرية في ريف عفرين. وكان رئيس الحكومة السورية المؤقتة ووزير الدفاع، جواد أبو حطب، قد قال أن وتيرة المعارك في ريف عفرين تباطأت خِلال الأيام الثلاثة المُمتدة من الخميس إلى الأحد بسبب إجراءات الجيش الحر في تحييد المدنيين عن الصراع، وأن الحكومة المؤقتة استعدت لاستقبال 13 ألف عائلة نازحة، لكن وحدات حماية الشعب الكردية منعت تلك العائلات من الخروج. بالمُقابل، أعلنت القوات الكردية أنها استهدفت نقطتين للقواعد التركية في قرية كول جبرين بريف أعزاز، وقاعدتين تركيتين بالقرب من مارع وقرية الشعالة، ونقطة للفصائل السورية في تل مالد مستخدمةً الأسلحة الثقيلة، وأنها قتلت العشرات من الجنود الأتراك، ومن مقاتلي الفصائل السورية المُساندة لها.

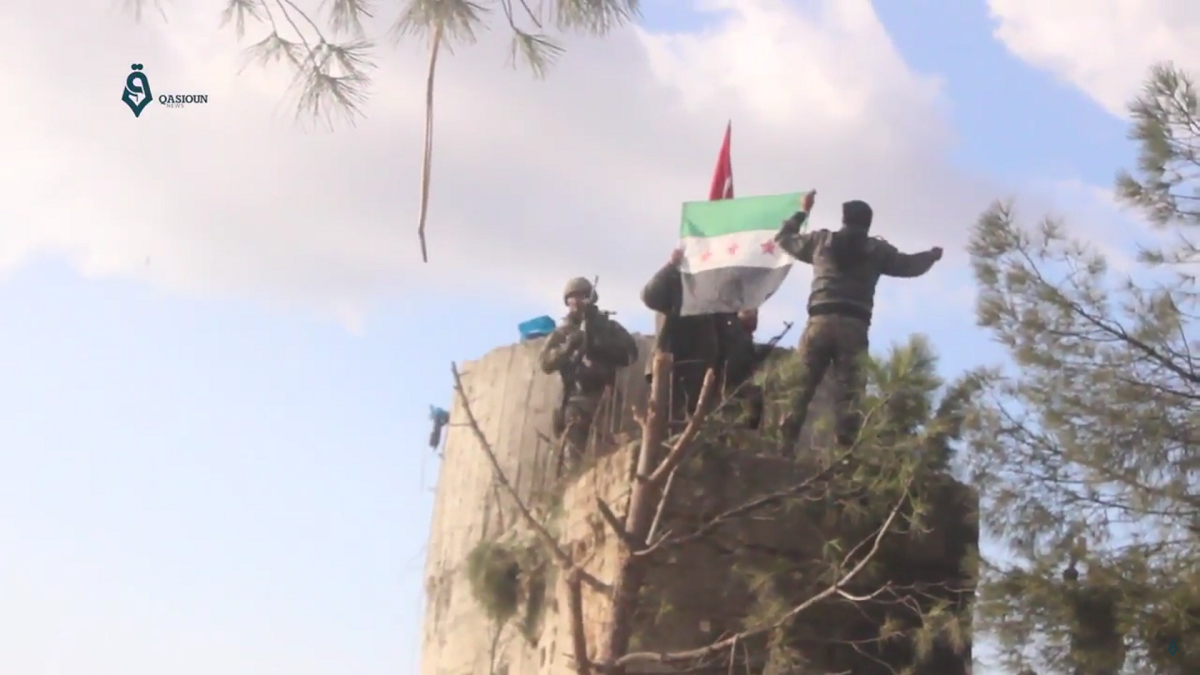
عناصر من الجيش السوري الحر ترفع علم الثورة السورية والعلم التركي على جبل برصايا

تمكن الجيش السوري الحر، في يوم الثلاثاء 30 كانون الثاني (يناير) 2018 من السيطرة على قرية الخليل في محيط مدينة عفرين قرب تلة السيرتيل في ناحية راجو، وذلك بعد اشتباكات عنيفة اندلعت منذ ساعات الصباح الأولى في اليوم المذكور على عدة محاور في محيط عفرين بين الجيش السوري الحر والقوات التركية من جهة، ووحدات حماية الشعب الكردية من جهةٍ أخرى. كما قالت مصادر في الجيش الحر إنها سيطرت حتى هذا التاريخ على 15 قرية وخمس تلال إستراتيجية. كما بثت وكالات أنباء كردية صورًا تُظهر ما قالت إنه تشييع 23 مُقاتلًا من وحدات حماية الشعب الكردية قُتلوا خلال المواجهات مع الجيش السوري الحر في مُحيط عفرين. بِالمُقابل، أفاد المرصد السوري لحقوق الإنسان أن المواجهات أوقعت منذ اندلاعها حتى التاريخ المذكور أكثر من 110 قتلى في صفوف مُقاتلي الجيش الحر، وصفوف وحدات حماية الشعب، إضافة إلى مقتل 38 مدنيًا غالبيتهم في قصف تركي. وفي يوم الأربعاء 31 كانون الثاني (يناير) 2018، أعلن الجيش التركي قصفه 22 هدفًا وأن 63 عنصرًا من المسلحين الأكراد قُتلوا، وبذلك ارتفع عدد القتلى والجرحى في صفوف المسلحين الأكراد إلى 712 منذ بدء العملية العسكرية. كذلك، أشارت مصادر في الجيش السوري الحر إلى السيطرة على قرية بورني بريف عفرين، والتفدم باتجاه مشارف بلدة البل. أيضًا قالت وكالة الأناضول إن صاروخين أُطلقا من منطقة عفرين وسقطا على بلدة ريحانلي التركية الحدودية وأسفرا عن مقتل شاب في السابعة عشر من عمره وأصابة شخص آخر. وعثرت القوات التركية وأفراد الجيش السوري الحر في قرية قسطل جند على شبكة أنفاق ومخابئ، تحت سطح الأرض بأربعة أمتار، وتبين أن المسلحين الأكراد أنشأوا شبكة الأنفاق والمخابئ هذه بهدف الاختباء من الغارات الجوية التي تنفذها المقاتلات التركية ضدّ مواقعهم. وربطت تلك الأنفاق بين العديد من مواقع الأسلحة ونقاط المراقبة، وعُثر بداخلها على مستلزمات معيشية وعلى مذكرات مكتوبة باللغتين التركية والكردية، إضافة إلى العديد من الوثائق السياسية وصور عبد الله أوجلان زعيم حزب العمال الكردستاني.

#### العمليَّات خلال شهر شُباط (فبراير) 2018
وصل الجيش السوري الحر يوم الخميس 1 شباط (فبراير) 2018 إلى سفوح جبل دارمق الذي يقع مقابل قرية «غُل بابا» بولاية كلس جنوبي تركيا، وتمكن من السيطرة على ناحية بلبل الاستراتيجية، شمالي عفرين بالإضافة إلى قريتي كار وزعرة، ومعسكر «إلهام» القريب من بلبل، وبذلك وصلت مساحة الأرض التي سيطر عليها الجيش الحر إلى 91 كيلومترًا مُربعًا. وفي ذات اليوم، أفاد والي كلس بإصابة خمسة مدنيين جراء سقوط قذيفتين صاروخيتين، على مركز الولاية الجنوبية، ومصدرهما مناطق يسيطر عليها المقاتلون الأكراد في عفرين وفق ما أفادت به وكالة الأناضول. عادت قيادة الأركان التركية وأصدرت بيانًا يوم الجمعة 2 شباط (فبراير) 2018 قالت فيه أن عدد عناصر وحدات حماية الشعب الكردية وعناصر تنظيم داعش الذين قتلوا في إطار هذه العملية، وصل إلى 823 عنصرًا، وكان الناطق الرسمي باسم وحدات حماية الشعب نوري محمود قد قلل من أهمية سيطرة الجيش الحر على بعض التلال والمواقع في عفرين، وقال إن ذلك لا يعني أنهم حققوا إنجازًا مهمًا. كما تمكن المقاتلون الأكراد من استهداف عربة خاصة بالطرق الوعرة تابعة للجيش الحر في قرية «شنغال» عبر صاروخ مضاد للدروع مما أدّى إلى تدميرها. وفي هذا اليوم أيضًا قُتل شخصان وأصيب 16 آخرون في سقوط صواريخ أطلقتها وحدات حماية الشعب الكردية من شمال سوريا على مدينة الريحانية الحدودية التركية، إذ سقطت ثلاثة صواريخ على المدينة، بينما سقطت ثلاثة صواريخ أخرى على ضواحيها في مناطق غير مأهولة، وفق البيان الرسمي الصادر عن ولاية الإسكندرونة التي تتبعها الريحانية. كما سقط صاروخان آخران على مدينة كلس المُجاورة، من دون أن يتسبب ذلك بسقوط ضحايا.
خسر الجيش التركي أكبر عدد من الجنود مُنذُ انطلاق العمليَّة في يوم السبت 3 شباط (فبراير) 2018، إذ أطلق المقاتلون الأكراد قذيفة صاروخية على دبابة تركية فقتلوا كامل طاقمها البالغ عددهم 5 جنود، كما قُتل جُنديان آخران بشكلٍ مُنفرد في ذات اليوم، فكانت تلك أكبر حصيلة قتلى في صفوف الجيش التركي في يومٍ واحدٍ مُنذُ بداية الحملة في عفرين. ورد الجيش التركي على هذه العملية بضرباتٍ جوية، وأعلن تدمير مخابئ للمقاتلين الأكراد ومخازن سلاح. وفي اليوم نفسه، تمكن الجنود الأتراك من السيطرة على جبل دارمق الاستراتيجي ورفعوا العلم التركي على قمته، وكانت السيطرة على هذا الجبل من أولويات القوات التركية كونه يستخدم لقصف مدينة كلس الحدودية بصواريخ تطلقها قوات الحماية الكردية. ثُمَّ بدأت القوات التركية وفصائل الجيش الحر اقتحام منطقة راجو غربي عفرين، بقصف تمهيدي مدفعي على المنطقة الوقعة منذ أيام تحت حصار فصائل الجيش الحر. وفي يوم الأحد 4 شباط (فبراير) 2018 قال الرئيس التركي رجب طيب أردوغان أن الجيش يملك معلومات حول مصدر الصاروخ الذي أدى إلى مقتل الجنود الخمسة، ومن هي الدولة التي زودت الأكراد بمثل هذا السلاح، لكنه رفض الإدلاء بتصريح قبل التوصل إلى خلاصة مؤكدة. وفي يوم الثلاثاء 6 شباط (فبراير) 2018 مقتل جندي آخر وإصابة 5 آخرين في هجوم على نقطة مراقبة تحت الإنشاء في إدلب. وذكر بيان للقوات التركية أنها ردت على الهجوم، دون أن يحدد هوية المسلحين الذين نفذوه، وبذلك ارتفعت خسائر الجيش التركي إلى 17 قتيلًا منذ بدء العملية.

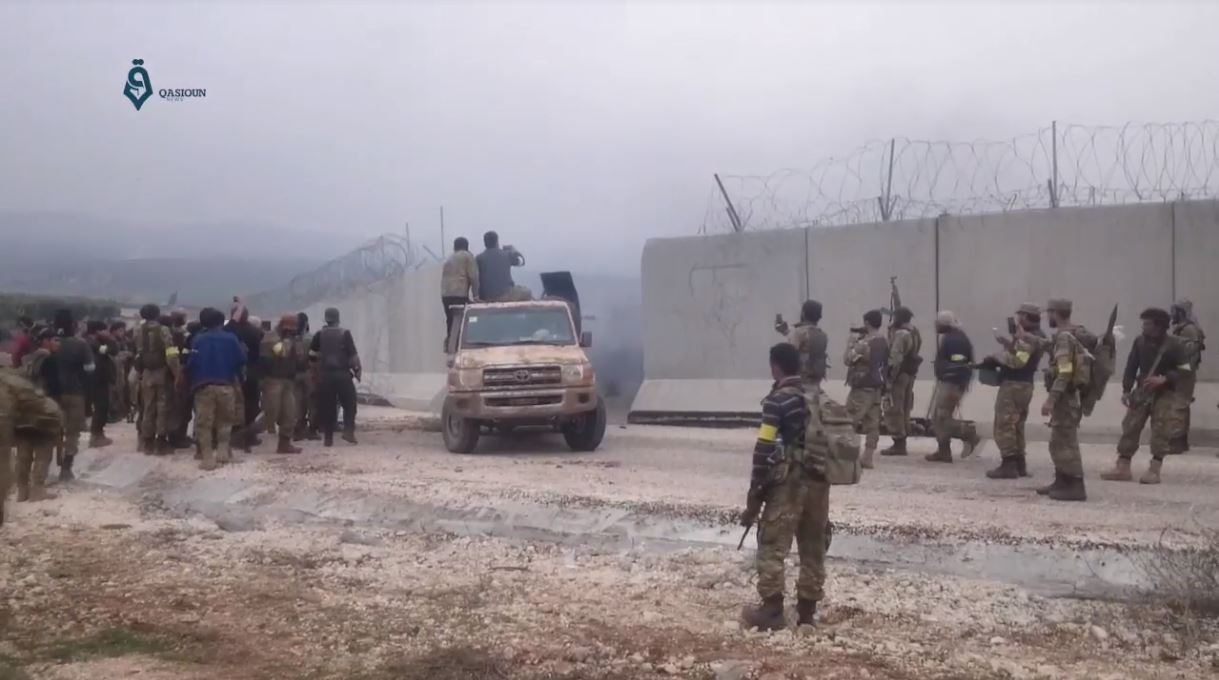
عناصر من الجيش الحُر قُرب جنديرس يوم 12 شُباط (فبراير) 2018.

أعلن الجيش السوري الحر سيطرته على خمس قرى جديدة جنوب غرب وغرب مدينة عفرين بعد معارك مع وحدات حماية الشعب الكردية، وذلك يوم 9 شُباط (فبراير) 2018، وقال بأن تلك القرى هي: نسرية ودوكان وإشكان غربي وجقلا فوقاني في ناحية جنديرس جنوب غرب عفرين، وجقلا الوسطاني بِناحية شيخ حديد غربي عفرين. كذلك عاودت الطائرات التركية قصف المواقع الكردية بعد توقف لأيام، وقالت رئاسة الأركان التركية أن مُقاتلاتها شنَّت سلسلة غارات على مقار عسكرية قيادية تابعة للوحدات الكردية في أطراف مدينة عفرين دمَّرت خلالها 19 موقعًا للوحدات الكردية. كذلك، قالت رئاسة الأركان المذكورة أنَّ عدد المُقاتلين الأكراد الذين قُتلوا مُنذُ بداية العمليَّة العسكريَّة بلغ 1062 مُقاتلًا حتَّى التاريخ المذكور، وأنَّ جُنديًا تُركيًا آخر قُتل في نفس اليوم. وفي يوم السبت 10 شُباط (فبراير) 2018، أعلن رئيس الوزراء التركي بن علي يلدرم مقتل عسكريين تركيين اثنين جراء إسقاط مروحيَّة مُقاتلة تُركيَّة كانا على متنها، وقال المتحدث باسم وحدات حماية الشعب الكردية في عفرين «روجهات روج» لوكالة الأنباء الألمانية أن الوحدات المذكورة هي من أسقطت المروحيَّة التُركيَّة في قرية قدة قُرب ناحية راجو التي تشهد مواجهات بين الأكراد والجيش التركي والجيش السوري الحر، كما قال أن القوات الكردية تمكنت من تدمير سيَّارة عسكريَّة في ناحية شيخ حديد جنوب غرب عفرين. وفي يوم السبت نفسه، سيطر الجيش السوري الحر على قرية دير بلُّوط في ناحية جنديرس، فيما كثَّفت الطائرات التُركيَّة غاراتها على مواقع وحدات الحماية الكردية في عفرين ومُحيطها. وفي يوم الأحد 11 شُباط (فبراير) 2018 أصدرت قيادة الأركان التركية بيانًا خطيًا قالت فيه أن عدد المُقاتلين الأكراد الذين قتلوا مُنذُ انطلاق العمليَّة وصل إلى 1266 مُقاتلًا، وأنَّ 11 جنديًا لديها قُتلوا قبل يوم، اثنان منهم قُتلا في المروحية العسكريَّة التي سقطت، والتسعة الآخرون خلال العمليات العسكريَّة الدائرة. وأشار البيان التُركي إلى أنَّ المُقاتلات نفَّذت يوم السبت السابق غارات جويَّة على 36 هدفًا تابعًا للوحدات الكُرديَّة في مناطق مُختلفة، وأنَّ عدد المواقع التي تمت السيطرة عليها حتَّى هذا التاريخ وصل إلى 47 موقعًا.
أعلن الجيش السوري الحر يوم الخميس 15 شُباط (فبراير) 2018 سيطرته على قُرى كِري وشربانلي وشديا، وعلى تلة قرية كري، في ناحية راجو شمال غرب عفرين، كما سيطر على قرية دورقا في ناحية بُلبُل. وبذلك ارتفع عدد النقاط التي تمت السيطرة عليها منذ انطلاق عملية غصن الزيتون إلى 62 نقطة، منها 41 قرية و17 تلة، وجبل إستراتيجي. كذلك، أعلنت وحدات حماية الشعب إن سبعة من مُقاتليها لقوا حتفهم خلال المعارك، وأن عدَّة مناطق خاضعة لسيطرتها تعرضت لغارات تُركيَّة. وفي يوم الجُمُعة 16 شُباط (فبراير) 2018، أعلن الجيش التركي أن خسائر قوات سوريا الديمقراطية وصلت إلى 1551 مُقاتلًا ما بين أسرى وجرحى وقتلى، حتَّى التاريخ المذكور.
أعلنت قُوَّات سُوريا الديمقراطيَّة يوم الأحد 18 شُباط (فبراير) 2018، أنها استهدفت مراكز عسكريَّة تُركيَّة في مركز ناحية «قره خانة» التابعة لولاية الإسكندرونة، فكانت تلك هي المرَّة الأولى، التي تُعلن فيها هذه القُوَّات استهداف الأراضي التُركيَّة. وأوردت وسائل إعلام تُركيَّة، أن جُنديين و5 مُقاتلين سوريين أُصيبوا من جراء قذيفة هاون استهدفت مركزًا لشرطة الحدود في منطقة قره خان يوم السبت 17 شُباط (فبراير) 2018. وفي يوم الثُلاثاء 20 شُباط (فبراير) 2018، دخلت قُوَّات مُؤيدةٌ لِلحُكومة السوريَّة، من بلدتيّ نُبُّل والزهراء منطقة عفرين لِمُساعدة وحدات حماية الشعب الكُردية على التصدي للجيشين التُركي والسوري الحُر، فاستهدفهم الجيش التُركي بالمدفعيَّة مُحذرًا إياهم من الاقتراب، فانسحبوا. وقالت وكالة الأناضول أنَّ تلك القوَّات تألَّفت من نحو 20 عربة، بينها عربات مُدرَّعة وأُخرى شاحنات تنقل مضادات طائرات من نوع «دوشكا»، وأنها توقَّفت على بُعد 10 كيلومترات من المدينة بسبب الرشقات التُركيَّة، مُبتعدةً عن حُدود المدينة. وفي نفس اليوم، سيطر الجيش السوري الحر على 14 قرية بِريف عفرين وعلى العديد من التلال الاستراتيجية الراصدة في المنطقة على محاور جنديرس (جنوب غرب عفرين) وبُلبُل (شمال غرب) وشرَّان (شمال شرق)، وأتبعت ذلك بِقريتيّ فيركان وخربة سلوكي في ناحية راجو بِريف عفرين، يوم الأربعاء 21 شُباط (فبراير) 2018، فتمكن بذلك من وصل مناطق سيطرته في مدينة إعزاز بِريف حلب الشمالي مع المناطق التي سيطر عليها حديثًا، كما أوفد الجيش التُركي أكثر من 1200 جندي من قُوَّات النُخبة إلى عفرين لِمُساندة العمليَّات العسكريَّة. أمام هذا الواقع، انسحبت فرق وحدات حماية الشعب الكُرديَّة المُتمركزة في الأحياء الشرقيَّة من مدينة حلب وتوجهت إلى منطقة عفرين لِمُساعدة سائر الفرق في صد الهُجُوم التُركي، وكان من نتيجة ذلك أن سيطرت قوات النظام السوري على الأحياء الحلبية التي انسحب منها الأكراد. وفي يوم الأحد 25 شُباط (فبراير) 2018، أعلن الجيش السوري الحر سيطرته على قرى ميدان أكبس وبندرليك وعمرانلي شمال غرب عفرين، بالإضافة إلى مُعسكر تدريب تابع لحزب الاتحاد الديمقراطي وحزب العُمَّال الكُردستاني قرب الحدود السوريَّة التُركيَّة. كما أعلنت رئاسة الأركان التُركيَّة السيطرة على خمس قرى جديدة هي: المحمودلي وضوضو وسمالك وليكلي وكاونده، وأضافت في بيانٍ أنَّ خسائر الأكراد وصلت إلى 2018 مُقاتلًا مُنذُ بدء العمليَّة. وفي اليوم التالي، أي الإثنين 25 شُباط (فبراير) 2018، أعلن الجيش التُركي أنه سيطر على كافَّة الشريط الحدودي لِمنطقة عفرين مع الأراضي التُركيَّة، لِتتصل بذلك جميع المناطق التي تسيطر عليها المعارضة السورية في عفرين وإدلب والباب.

#### العمليَّات خلال شهر آذار (مارس) 2018
سيطر الجيش السوري الحر على قرية شيخ محمدلي غرب عفرين بدعمٍ تُركيِ، يوم الخميس 1 آذار (مارس) 2018، مما رفع عدد المواقع التي سيطر عليها منذ انطلاق عملية غصن الزيتون إلى نحو 120 موقعًا. كما ذكرت وكالة أنباء دوغان نقلًا عن قيادة الأركان التُركيَّة أنَّ ثمانية جنود أتراك قُتلوا وأصيب 13 آخرون بِجراح خلال اشتباكات مع عناصر من وحدات حماية الشعب الكُرديَّة في ريف عفرين، ما رفع خسائر الجيش التُركي إلى نحو أربعين قتيلًا على الأقل. بِالمُقابل، أُعلن مقتل 23 عنصرًا من وحدات حماية الشعب خلال الاشتباكات سالفة الذِكر. وفي ليلة اليوم سالف الذِكر، أعلن المرصد السوري لحقوق الإنسان أن طائرات حربيَّة تُركيَّة استهدفت قُوَّات مُوالية لِلنظام السوري فقتلت ما لا يقل عن 17 شخصًا منهم، بينهم 3 أعضاء من وحدات حماية الشعب الكُرديَّة. كما قال المرصد أنَّ القصف التُركي استهدف قرية جما شمال غرب عفرين حيثُ تمركزت قُوَّاتٌ لِلنظام السُوري إلى جانب مُقاتلين أكراد، فقُتل 14 عنصرًا على الأقل من القوات التابعة للنظام، و3 مُقاتلين أكراد، في حين قالت وكالة الأناضول أنَّ 9 مُقاتلين أكراد قُتلوا في هذا القصف. وفي يوم السبت 3 آذار (مارس) 2018، استهدفت طائرات حربيَّة تُركيَّة مُعسكرًا للقُوَّات المُوالية لِلنظام السوري في قرية كفر جنة فقتلت 36 عنصرًا مُتمركزًا فيه، فكانت تلك هي المرَّة الثالثة في غضون 48 ساعة التي استهدفت فيها الطائرات التُركيَّة القُوَّات المُوالية لِلنظام السوري الداعمة لِوحدات حماية الشعب الكُرديَّة. وفي يوم الأحد 4 آذار (مارس) 2018، أُعلن عن سيطرة الجيش السوري الحر على مواقع إستراتيجيَّة جديدة في محيط عفرين، هي: جبل بافليون، بالإضافة إلى سبع بلدات وقُرى هي: بلدة راجو وقرى الرمادية وحميلك وبعدنلي وقارقين وعلي بيزانلي وجمانلي. وأصدر الجيش التركي بيانًا أكَّد فيه هذا الأمر، وقال أن العمليَّات العسكريَّة استهدفت فقط وحدات حماية الشعب الكُرديَّة ومن قاتل معها، بالإضافة إلى مخابئ عناصرها وملاجئهم ومواقعهم وأسلحتهم ومركباتهم وأدواتهم، وأنَّ الجيش التُركي اتخذ كُل أشكال الحيطة والحذر لِعدم إلحاق أي ضرر بالمدنيين والبيئة. وبالسيطرة على المناطق المذكورة، ارتفع عدد النقاط التي انتُزعت من الوحدات الكُرديَّة إلى 122، بينها مركز ناحية، و93 قرية، و21 جبلًا، وتلة استراتيجيَّة، وقاعدة عسكريَّة. وأعلنت رئاسة الأركان التُركيَّة تحييد 2434 مُسلحًا من الوحدات الكُرديَّة منذ انطلاق عملية غصن الزيتون، كما كشفت عن المزيد من الأنفاق الدفاعيَّة التي أنشأتها الوحدات الكُرديَّة تحت الأرض، والمربوطة بِأبراج مُراقبة حول المنازل السكنيَّة في العديد من القُرى بِمُحيط عفرين.

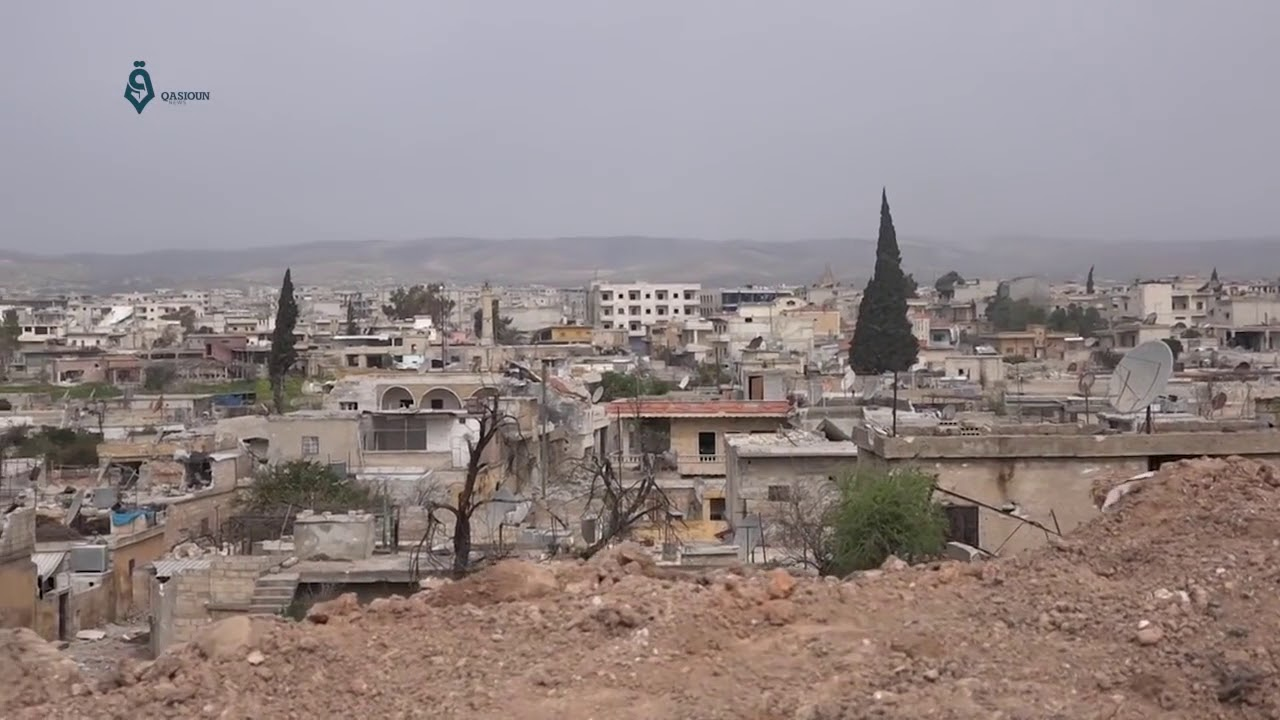
جنديرس بُعيد سيطرة الجيش السوري الحُر عليها وطرد قُوَّات سوريا الديمُقراطيَّة منها.

أمام هذه المُستجدَّات، أعلنت قُوَّات سوريا الديمُقراطيَّة عزمها نقل 1700 عنصر من مقاتليها من المعارك ضد تنظيم داعش في شرق الفُرات وريف دير الزور إلى منطقة عفرين لِمُساعدة الوحدات الكُرديَّة هُناك في التصدي لِلجيشين التُركي والسوري الحُر. وسُرعان ما أقرَّت الولايات المُتحدة الأمريكيَّة بأنَّ قسمًا من المُقاتلين الأكراد الذين تدعمهم غادروا مواقعهم بِالفعل مُتجهين إلى عفرين لِمُؤازرة رفاقهم ضد الجيشين التُركي والسوري الحُر. وفي يوم الخميس 8 آذار (مارس) 2018، تمكن الجيش السوري الحُر - مدعومًا من الجيش التُركي - من السيطرة على تلة جنديرس المُطلَّة على بلدة جنديرس الإستراتيجيَّة الواقعة جنوب غربي عفرين، وفي عصر ذلك اليوم سقطت البلدة بيد الجيشان بعد حصارها من ثلاث جهات، وبذلك تمَّ لِلجيشين السيطرة على أكثر من نصف مساحة منطقة عفرين بعد خمسين يومًا من انطلاق عمليَّة غصن الزيتون، كما سقطت بإيديهم قرية مشعلة بمُحافظة حلب، فوصل عدد النقاط التي سيطر عليها الحلفاء في عفرين إلى 156 نقطة مُوزعة على أربع بلدات، و122 قرية، وثلاثين نقطة حسَّاسة. وفي يوم الأحد 11 آذار (مارس) 2018، أعلن الجيش السوري الحر سيطرته على تسع قرى جديدة في عدة محاور بمنطقة عفرين بما فيها بلدة الخالديَّة ذات الأهميَّة الاستراتيجيَّة، بالإضافة إلى قاعدة تللف الجوية جنوب المدينة المذكورة.

#### حصار عفرين
بعد أن سيطر الجيش الحر على قرية الخالدية وتلالها، أصبح مركز عفرين الواقع في سهل مكشوفًا للقوات المهاجمة. وأدَّت السيطرة على القُرى المُحيطة بالمدينة إلى تطويقها تمامًا، وحوصرت القُوَّات الكُرديَّة بداخلها، وأخذ العديد من السُكَّان ينزحون عنها تحسبًا لِلمعارك القادمة وبسبب انقطاع الخدمات الأساسيَّة، فاتجه عدَّة آلاف منهم نحو بلداتٍ تمت استعادتها خلال عملية غصن الزيتون على غرار بلدة قسطل جندو (شمال شرق عفرين) أو باتجاه مناطق خاضعة لسيطرة النظام السوري شمال مدينة حلب، مثل بلدتي نُبُّل والزهراء. وفي يوم السبت 17 آذار (مارس) 2018، سيطر الجيش السوري الحر، بدعمٍ من الجيش التُركي، على قرى كوكالي وعين حجر وحاج قاسملي في ناحية معبطلي، وجقالي جوم وأشكان شرقي وحلتان غربي في ناحية جنديرس، وقرية استارو التابعة لمركز عفرين، بالإضافة إلى السجن المركزي في مدخل مدينة عفرين من الجهة الغربيَّة، بعد معارك مع وحدات حماية الشعب الكُرديَّة. وبذلك، وصل الجيش السوري الحر بين محوري القتال شمال المدينة، وأحكم حصارها من ثلاث جهات، وقال الناطق باسم الجيش السوري الحر المُقدَّم مُحمَّد الحمادين أنَّ وحدات حماية الشعب الكُرديَّة في عفرين أصبحت في حالة انهيار تام، ففرَّ أغلب قادتها وعناصرها بعدما أحرقوا المقرَّات الرئيسيَّة وأتلفوا المُستندات والوثائق السريَّة بِالمقرَّات والسُجُون في المدينة. كذلك، ألقت الطائرات التُركيَّة منشورات فوق المدينة دعت فيها الوحدات الكُرديَّة للاستسلام، والمدنيين للابتعاد عن مواقع الوحدات المذكورة كونها عرضة للقصف.
وفي مساء اليوم المذكور، قال الناطق باسم الوحدات الكُرديَّة في عفرين «بروسك حسكة» إنَّ الجيش التُركي شنَّ قصفًا جويًا ومدفعيًا بِالتزامن مع مُحاولات الجيش السُوري الحُر لاقتحام المدينة بريًا. كذلك، أعلن الرئيس التُركي رجب طيب أردوغان قُرب عودة أهالي منطقة عفرين إلى أراضيهم، قائلًا إنَّ هذه العودة باتت وشيكة «مع اقتراب تحرير مركز المدينة من الإرهابيين»، وقال أيضًا: «تحريرُ مدينة عفرين من الإرهابيين بات قاب قوسين أو أدنى، وإنَّ الفتح قريب، وإخوتنا سيعُودون إلى منازلهم وأراضيهم».

#### السيطرة على عفرين

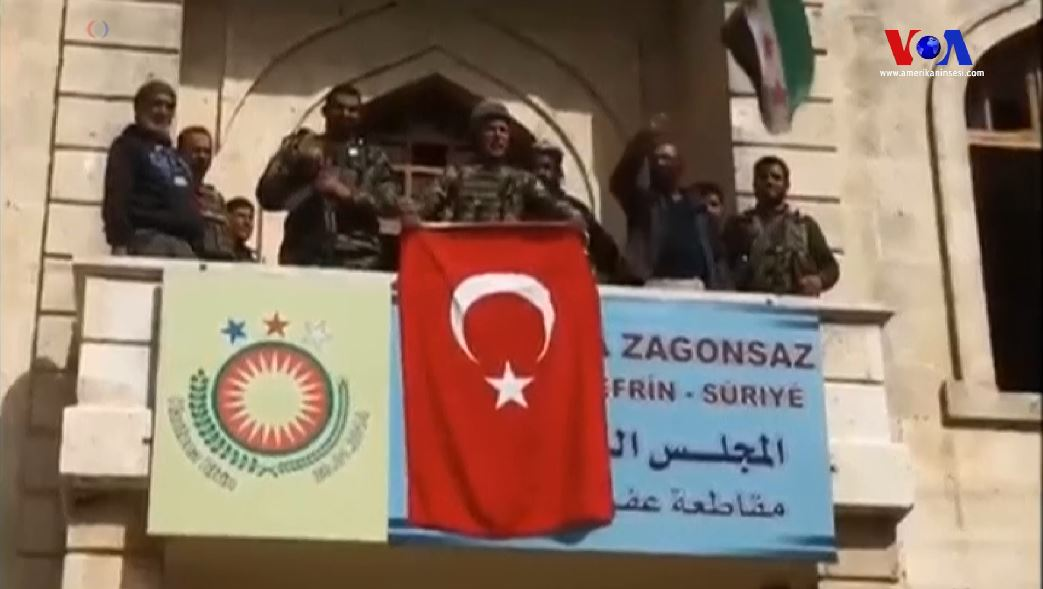
جُنُودٌ أتراك وعناصر من الجيش السوري الحر على شُرفة المبنى الذي اتخذته حُكومة حزب الاتحاد الديمقراطي الكُردي مقرًا لها لِإدارة منطقة عفرين، يوم 18 آذار (مارس) 2018.

توغَّل الجيش السوري الحُر صباح يوم الأحد 18 آذار (مارس) 2018، في مدينة عفرين من محوريها الشرقي والغربي، بِالترافق مع قصف جوّي ومدفعي شنّهُ الجيش التُركي على المدينة. ونقلت شبكة شام الإخباريَّة عن مصادر ميدانيَّة قولها أنَّ عناصر وحدات حماية الشعب الكُرديَّة هربت وانسحبت من المدينة أمام تقدُّم الجيشين السوري الحُر والتُركيّ، واتجهت إلى المناطق التي يُسيطر عليها النظام السُوري، ولم يلبث الجيش الحُر أن أعلن سيطرته على كامل المدينة. وفي وقتٍ لاحقٍ من ذات اليوم أعلن الرئيس التُركي رجب طيِّب أردوغان استكمال السيطرة على وسط عفرين، وقال مُعلِّقًا: «إنَّ رُمُوز الأمن والسكينة تُرفرفُ في مركز مدينة عفرين بدل أعلام الإرهاب، في عفرين الآن، تُرفرفُ الأعلام التُركيَّة وأعلام الجيش السُوري الحُر». وقالت وكالة رويترز نقلًا عن ضابطٍ بِالجيش السُوري الحُر أنَّ الجيش الأخير يُمشِّطُ الشوارع في شمال وشرق وغرب المدينة بعد انسحاب القُوَّات الكُرديَّة منها، في حين قال مُدير المرصد السُوري لِحقوق الإنسان أنَّ الجيش الحُر سيطر على عدَّة أحياء بِالمدينة وما زالت الاشتباكات دائرة في أحياءٍ أُخرى منها. كذلك، قال أحد السُكَّان لِوكالة الأنباء الفرنسيَّة أن المدنيين الباقين في عفرين يختبئون في الأقبية، وأنهم كانوا يسمعون أصوات إطلاق رصاص في الخارج، بِالترافق مع تكبيرات عساكر الجيش الحُر.
بعد إعلان السيطرة على عفرين، قالت صحيفة ليبراسيون الفرنسيَّة أنَّ أردوغان اختار عن قصد توقيت عمليَّة غصن الزيتون، إذ أعلن عن نصر قُوَّاته في عفرين في خطابه الذي ألقاه في مدينة جنق قلعة خلال احتفال بالذكرى السنويَّة الثالثة بعد المائة، لانتصار الجُيُوش العُثمانيَّة على قُوَّات التحالف (فرنسا وبريطانيا ونيوزيلندا وأستراليا) سنة 1915. وقالت الصحيفة المذكورة أنَّ أردوغان تعمَّد استحضار التاريخ حين قال: «إنهم يعتقدون أن تُركيا ليست قويَّة الآن مثلما كانت في جنق قلعة» مُؤكدًا لِلحاضرين أنَّ: «العلم التركي يرفرف اليوم على عفرين».
بعد تمام السيطرة على عفرين، أقدم عدَّة مدنيين من أهالي المدينة وجوارها ومن خارجها، بِالإضافة لِبعض عناصر الجيش الحُر، على الاستيلاء على عددٍ من مُمتلكات الأهالي الأكراد الهاربين من المدينة بعد أن تركوا متاعهم ورائهم. وبرَّر هؤلاء فعلتهم بِأنَّها انتقامٌ من الأكراد الذين سرقوا مدينة تل رفعت بِكُل ما فيها من أموال وممتلكات وأغراض وأشياء، عندما سيطرت عليها القُوَّات العسكريَّة الكُرديَّة قبل بضع سنوات وتعرَّضت لِأهلها العرب. غير أنَّ الهيئة العامَّة لِتل رفعت والمجلس العسكري والسياسي والمجلس المحلي فيها، بالإضافة إلى أهاليها، أصدروا بيانًا رفضوا فيه «ما يقوم به بعض ممن يدعون أنفسهم من عناصر الجيش الحُر وكذلك من المدنيين القيام بالتجاوز والتعدي على الأموال الخاصة بالمدنيين من أهلنا الأكراد». ودعت الجهات لِمُحاولة إلقاء القبض على أي شخص يبيح لنفسه التعدّي على أموال المدنيين من أولئك الذين ادعوا كذبًا أنهم من مدينة تل رفعت لِيُحاسبوا ويُعاد ما أُخذ من المتاع لِأصحابه الحقيقيين من الأكراد المدنيين. وأكَّدت الجهات المذكورة أنَّ من غدر بِالثورة السوريَّة والثُوَّار واحتل الأراضي المُحرَّرة وهجَّر المدنيين وسرق مُمتلكاتهم وأموالهم هُم عناصر حزب الاتحاد الديمقراطي وقُوَّات حماية الشعب فقط، ولا شأن لِلمدنيين الأكراد بِهؤلاء ولا يُحمَّلون وزر أعمالهم.

#### السيطرة على كامل منطقة عفرين
في يوم السبت 24 آذار (مارس) 2018، أعلن الجيش التُركي فرض سيطرته على كامل منطقة عفرين ومُحيطها بعد انتزاع ما تبقَّى من مواقع ومعاقل لِوحدات حماية الشعب الكُرديَّة، وعادت أنقرة لِتُؤكِّد أنَّ عفرين ستبقى لأهلها وأنَّ الوُجود التُركي فيها ليس احتلالًا. كما أصدر الجيش التُركي بيانًا قال فيه أنَّ قُوَّات عمليَّة غصن الزيتون اتخذت تدابير احترازيَّة من أجل ضمان عودة آمنة لِلمدنيين إلى منازلهم. كذلك، أجرى الجيش التُركي تمشيطًا لِمنطقة عفرين من أجل تفكيك العُبوات الناسفة والألغام التي زرعها المُسلَّحون الأكراد، وأعلن تحييد 3733 مُسلحًا كُرديًّا مُنذُ انطلاق العمليَّة قبل نحو ثلاثة أشهر. وفرض الجيشان السُوري الحُر والتُركيّ طوقًا أمنيًّا وعسكريًّا على جميع مداخل مدينة عفرين وأقاما حواجز مُشتركة داخل المدينة لِحفظ الأمن فيها.

## استعانة الأكراد بأطرافٍ أُخرى

### استغاثة القوات الكردية بالنظام السوري
استغاثت القوات الكردية بحكومة النظام السوري يوم الخميس 25 كانون الثاني (يناير) 2018، ودعت الرئيس بشار الأسد إلى إرسال قوات لمساعدتها في صد الهجوم التركي، على الرغم من أنها سعت قبل عدَّة شهور من هذه الواقعة إلى نيل الحكم الذاتي في عفرين وغيرها من المناطق التي سيطرت عليها في شمال سوريا، والسير بها نحو الانفصال. وأصدرت السلطات الكردية بيانًا ورد فيه: «ندعو الدولة السورية للقيام بواجباتها السيادية تجاه عفرين وحماية حدودها مع تركيا من هجمات المُحتل التركي، حيث لم تقم بواجبها حتى الآن على الرغم من الإعلان عنه بشكل رسمي، ونشر قواتها المسلحة السورية لتأمين حدود منطقة عفرين». ودعا الرئيس المشترك للمجلس التنفيذي لقوات سوريا الديمقراطية في مقاطعة عفرين، عثمان الشيخ عيسى، النظام السوري إلى التدخل لمنع الطائرات التركية من قصف المنطقة. وصرَّح الشيخ عيسى لوكالة الصحافة الفرنسية قائلًا: «إذا كان هناك من موقف حقيقي ووطني للدولة السورية، التي لديها ما لديها من إمكانات، فعليها أن تقف بوجه هذا العدوان وتقول إنها لن تسمح بتحليق الطائرات التركية». اشترطت دمشق على الأكراد تسليمها منطقة عفرين وعودة المؤسسات الحكومية السورية إليها كي يتدخل الجيش النظامي ويُساعدهم في التصدي للهجوم التركي، لكن الأكراد رفضوا المقترح رفضًا تامًا وقدموا اقتراحاتٍ إلى روسيا، حليفة النظام السوري، أن تطرح على النظام إمكانية أن ينتشر الحرس الحدودي السوري على الحدود مع تركيا؛ ليحمي منطقة عفرين، مع بقاء قوات الدفاع والشرطة والأمن الكردي في المنطقة المذكورة، واعتبروا أنَّ هذه الخطوة من شأنها طمأنة تركيا التي ترفض قيام دولة كردية على حدودها.
نشرت صحيفة هاآرتس الإسرائيليَّة تقريرًا يوم الإثنين 12 شُباط (فبراير) 2018 قالت فيه أن الأكراد تلقوا دعمًا غير مباشرٍ من النظام السوري، وذلك عبر سماحه للمقاتلين الأكراد والمدنيين والسياسيين بالوصول إلى عفرين عبر الأراضي التي يُسيطر عليها. وقال كينو غابرييل، المتحدث الرسمي باسم قوات سوريا الديمقراطية: «هناك طرق مختلفة للحصول على التعزيزات في عفرين، لكن الطريق الأساسي هو من خلال قوات النظام، وهناك تفاهمات بين القوتين... من أجل توصيل التعزيزات إلى عفرين». كما قالت القوات الكردية إنها توصلت إلى اتفاقات مع دمشق للسماح بإرسال التعزيزات إلى عفرين من مناطق أخرى يسيطر عليها الأكراد، وهي عين العرب والقسم السوري من الجزيرة الفُراتيَّة، وأن الأكراد يتمتعون بقدرةٍ على التأثير على النظام السوري؛ لأن الأخير يحتاج إلى تعاونهم من أجل الحصول على الحبوب والنفط من مناطق الشمال الشرقي الخاضعة للسيطرة الكردية. وكان أحد قادة التحالف العسكري الموالي للنظام السوري قد قال أن الأكراد لا يملكون خيارًا سوى التنسيق مع النظام للدفاع عن عفرين، وأن النظام السوري « يُساعد الأكراد على تقديم الدعم الإنساني وبعض الخدمات اللوجيستيَّة مثل غض الطرف والسماح للدعم الكردي بالوصول إلى بعض الجبهات». وفي يوم السبت 18 شُباط (فبراير) 2018، كشف المُتحدث الإعلامي باسم قُوَّات سوريا الديمقراطيَّة، مُصطفى عبدي، أنَّ القُوَّات الكُرديَّة تُجري مُفاوضات مع قُوَّات النظام السوري حول دخول الأخيرة إلى عفرين، وأنَّ القُوَّات الكُرديَّة تشترط انتشار قُوَّات النظام السوري خارج المدينة وعلى حُدُودها، وهو ما رفضه النظام وطالب باستلام كافة المُؤسسات في المدينة وفرض سيطرته عليها بشكلٍ كامل. كما قالت مصادر إعلاميَّة تابعة لِلنظام السوري أنَّ الأخير أنشأ أوَّل نُقطة عسكريَّة على مشارف عفرين.
توصَّلت وحدات حماية الشعب الكرديَّة والنظام السوري، يوم الأحد 18 شباط (فبراير) 2018، إلى اتفاقٍ يقضي بإنشاء قاعدة للجيش السوري النظامي في عفرين والانتشار على عدد من النقاط الحُدوديَّة. وقالت وكالة فرات نيوز التابعة لحزب العمال الكُردستاني أنَّ المُفاوضات بين الأكراد والنظام السوري كانت قائمة مُنذُ عدَّة أيَّام في منطقة حلب بحضور قيادات رفيعة من وحدات حماية الشعب والجيش السوري، وأنها أفضت إلى اتفاقٍ يقضي بِإنشاء قاعدة انطلاق لجيش النظام، وتوزيع بعض نقاطه على الحُدود المُواجهة لِتركيا، ومنع الطيران التُركي من التحليق في أجواء عفرين. وفي يوم الإثنين 19 شباط (فبراير) 2018، قال وزير الخارجية التركي مولود جاويش أوغلو أنه بحال كان دخول القوات السورية النظامية إلى عفرين يهدف إلى تطهيرها من المليشيات الكردية فلا مُشكلة في ذلك، أمَّا لو كان يهدف لِقتال الجُيُوش التُركيَّة فإنَّ أحدًا لا يستطيع إيقافها. وفي يوم الثُلاثاء 20 شباط (فبراير) 2018، قال الرئيس التركي رجب طيب أردوغان أن تركيا أحبطت مخطط نشر القوات السورية النظامية في عفرين بعد محادثات أجريت مع الرئيس الروسي فلاديمير بوتين. كما صرَّح الأكراد لوكالة الأنباء الألمانيَّة بِكلامٍ مُشابه، حيث اتهموا روسيا بوضع العقبات أمام الاتفاق الكردي مع النظام السوري، كما قالوا أن الولايات المتحدة تُنسِّق هي الأُخرى مع الروس، وأنَّ هاتين القوتين أعطتا تُركيا اليد العُليا لِمُهاجمة عفرين.

### ادعاء استعانة الأكراد بِمُقاتلين من داعش
نقلت وكالة الأناضول، في يوم 9 شُباط (فبراير) 2018، تصريحًا عن مُتحدثٍ باسم الحكومة التركية أن وحدات حماية الشعب الكردية أطلقت سراح 400 عنصر من تنظيم داعش في عفرين ودير الزور شريطة أن يُقاتلوا ضد القوات التُركيَّة.

### ادعاء ضغط الأكراد على المدنيين
قالت وكالة مسار إن حزب الاتحاد الديمقراطي الجناح السياسي لِوحدات حماية الشعب كان يُخيَّر السُكَّان النازحين في مخيمات مُحافظة الحسكة الخاضعة لِسيطرة الحزب بين الانضمام إلى الوحدات والمُحاربة في عفرين أو تسليمهم إلى قُوَّات النظام السوري، وأشارت إلى أنها أجرت مُقابلات مع عدَّة أشخاص من النازحين الذين أكَّدوا هذا الكلام. وقالت أنَّ مئات المُجندين قسرًا قاتلوا في صُفوف الأكراد في جبهات دير الزور، حيثُ استُثمرت أسماءهم سياسيًا لخدمة حزب الاتحاد الديمقراطي الكُردي، وقال البعض أنَّ أغلب المُجندين مُنعوا من الإجازة خوفًا من انشقاقهم عن القُوَّات الكُرديَّة.

## الاعتقالات في تركيا
كانت نقابة الأطباء التركية قد رفضت العملية العسكرية التركية في عفرين، وأصدرت بيانًا بُعيد انطلاق القتال قالت فيه: «لا للحرب.. السلام فورًا». كما انتقد بعض الأشخاص هذه العمليَّة على وسائل التواصل الاجتماعي. اتهمت الحكومة التركية هؤلاء الأشخاص بالخيانة وأمرت باعتقال عددٍ منهم، فاعتُقل أكثر من 300 شخص. وفي يوم الثلاثاء 30 كانون الثاني (يناير) 2018 أمر الادعاء التركي باعتقال 11 عضوًا في نقابة الأطباء سالفة الذِكر للتحقيق معهم، وقال الادعاء إن الشرطة في العاصمة أنقرة، بدأت إجراءات قانونية صباح اليوم المذكور، كما أُجريت عمليات بحث واعتقال في ثمانية ولايات تُركيَّة. وقال النائب في البرلمان عن حزب الشعب الجمهوري المعارض علي شاكر، على موقع تويتر، إن نقيب الأطباء «راشد توكل» وأعضاء آخرين من المجلس اعتقلوا. واتهم الرئيس رجب طيب أردوغان النقابة بالخيانة، ووصف المُنتقدين قائلًا: «صدقوني.. ليسوا مُثقفين على الإطلاق. إنهم عصابة من العبيد. إنهم خُدَّام الإمبرياليَّة». وقال أيضًا: «صرخة لا للحرب من هؤلاء الغوغاء ليست إلا تعبيرًا عن الخيانة في أرواحهم. هذه قذارة بحق، هذا هو الموقف المشين الذي يجب أن يُقال لا له». وفي يوم الجمعة 2 شباط (فبراير) 2018، نشرت صحيفة حريت خبرًا مفاده أن السلطات التركية أمرت باحتجاز 13 شخصًا آخرين لِدعمهم نقابة الأطباء على الإنترنت، ونشرهم منشورات على وسائل التواصل الاجتماعي انتقدت أو عارضت أو شوهت حملة عفرين، وفق رأي الحكومة التركية.
أفرجت السُلطات التُركيَّة عن أعضاء من نقابة الأطباء الذين قُبض عليهم، وبينهم رئيس النقابة راشد توكُّل، خِلال الأسبوع الثاني من شهر شُباط (فبراير) 2018. وفي يوم الخميس 8 شُباط (فبراير) 2018 قال الرئيس التركي رجب طيب أردوغان أن بلاده ستجرد اسم نقابة الأطباء الرئيسيَّة فيها من كلمة «التركية»، عقابًا لها على مُعارضة العمليَّة العسكريَّة في عفرين، وذلك بعد أن دعا الحكومة إلى اتخاذ إجراء ضد اسم النقابة، لكن رئيس النقابة المذكور قال أن الجهود الرامية إلى منع النقابة من ممارسة مهام عملها لا جدوى لها.

## اتهامات مُتبادلة

### استعمال الغاز السَّام
اتهم الأكراد تركيا باستخدام غاز النابالم المُحرَّم دوليًا في قصفها على البلدات في عفرين، لكن الجيش التركي نفى ذلك، في حين وصف الجيش السوري الحر تلك المزاعم بأنها محاولة للتغطية على هجمات كيميائية نفذها المُسلَّحون الأكراد أنفسهم. وفي يوم السبت 17 شُباط (فبراير) 2018، أصدر الجيش التركي بيانًا أكَّد فيه عدم استخدامه أيَّة ذخائر أو أسلحة مُحرَّمة دُوليًا في إطار عمليَّة غصن الزيتون، وأنَّ تلك الذخائر لا توجد في ترسانته، وأنَّ القيادة العسكريَّة التُركيَّة حريصة على حماية المدنيين. فيما قالت وحدات حماية الشعب الكرديَّة لِوكالة رويترز أنَّ الجيش التُركي استهدف قرية أراندي في ناحية راجو غرب مدينة عفرين بقذائف غازيَّة، وأنَّ انفجارها أدَّى إلى إصابة ستَّة أشخاص بأعراضٍ توحي بِأنَّ الغاز سام، إذ ضاق تنفسهم وشعروا بِالغثيان واتسعت حدقات عُيُونهم، وأوردت وكالة الأنباء السورية الرسميَّة (سانا) وقبلها المرصد السوري لِحُقُوق الإنسان اتهامات مُماثلة نقلًا عن مصادر طبيَّة في مُستشفى بِعفرين. بِالمُقابل، نفى فصيل فرقة الحمزة التابع للجيش الحر المزاعم بشأن استخدام الغاز السام في قرية أراندي، ونقلت شبكة شام الإخبارية السوريَّة المُعارضة عن القائد العام لِلفرقة سيف أبو بكر قوله إن ما رددته الوحدات الكُرديَّة ليس سوى تمثيليَّة لِتبرير استخدامها الغاز السام بنفسها ضدَّ الجيش الحُر، ولكسب الرأي العام الدولي، إذ أنَّ الأكراد هاجموا فصائل الجيش الحر بالغاز السام في ناحية راجو غرب مدينة عفرين وناحية بلبل شمالها، ثلاث مرَّاتٍ، أسفرت اثنتين منها عن إصابة 13 من عناصر الجيش الحر.
أصدر البيت الأبيض بيانًا مساء يوم السبت 17 شُباط (فبراير) 2018 استبعد فيه مسؤولون بشدَّة استخدام القُوَّات التُركيَّة للأسلحة الكيمياويَّة ضد الوحدات الكُرديَّة في عفرين، ودعوا في الوقت عينه لِحماية المدنيين. كما قيل أنَّ الأكراد لم يُقدموا أدلَّة تُثبت اتهاماتهم الجيش التُركي بالقصف الكيماوي، وإنَّ الصُور التي تمَّ تداولها على شبكة الإنترنت تظهر المُصابين الذين قيل بأنهم تعرَّضوا لِلقصف وهم يرتدون أقنعة الأكسجين من دون أن تظهر عليهم أعراض التعرُّض لِلغاز السام.

### قصف مستشفى في مدينة عفرين

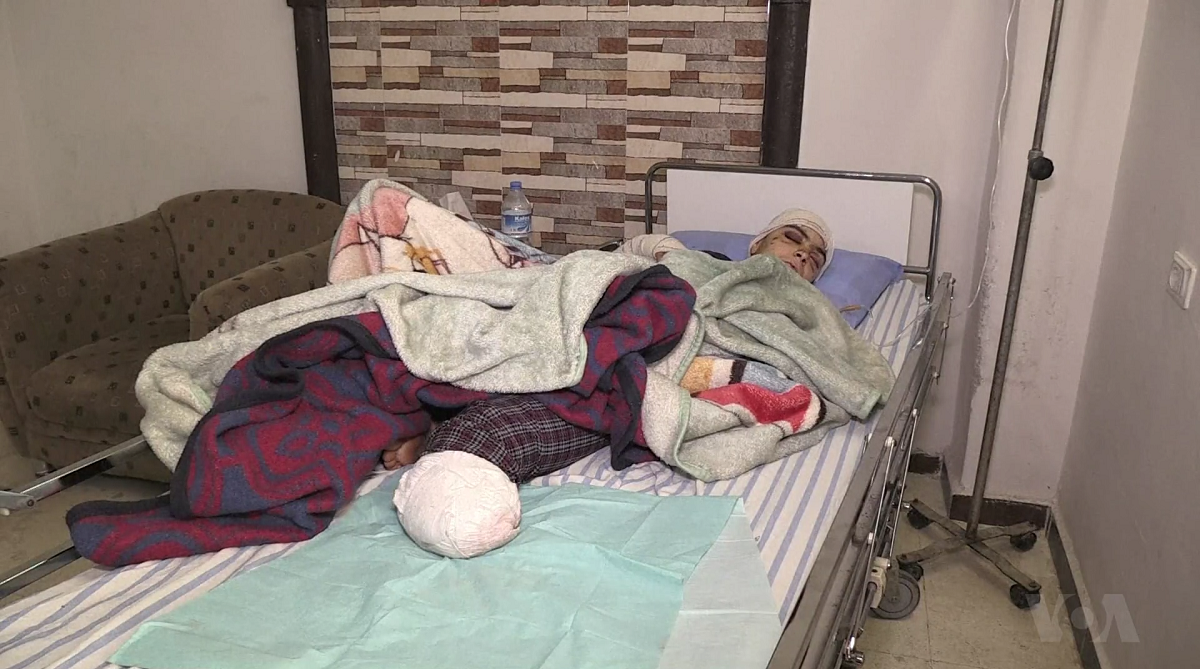
مدنيٌّ مُصابٌ بِجُرُوح جرَّاء الأعمال العسكريَّة.

أعلن الهلال الأحمر الكُردي، بالإضافة إلى المرصد السوري لحقوق الإنسان، استهداف الطائرات التركية مُستشفى مدينة عفرين يوم الجمعة 16 آذار (مارس) 2018، وقال مدير المرصد السوري المذكور أن حصيلة هذا القصف كانت مقتل 16 مدنيًا. بِالمُقابل، نفى الجيش التُركي استهداف قُوَّاته لِمُستشفى عفرين، وأكَّد أنَّ تلك الأنباء عارية عن الصحة تمامًا. كما أعلنت القُوَّات المُسلَّحة التُركيَّة، في تغريدةٍ عبر حسابها على موقع تويتر، أنَّ عمليَّة غصن الزيتون تجري دون إلحاق أي ضرر على الإطلاق بِالمدنيين، أو حتى بِالبيئة.

### استخدام المدنيين دُروعًا بشريَّة
قالت وكالة أنباء الأناضول إنَّ وحدات حماية الشعب الكُرديَّة منعت بعض المدنيين من مغادرة مدينة عفرين لاتخاذهم دُرُوعًا بشريَّة، وبثَّت الوكالة المذكورة صُورًا قالت إنَّ طائرات تُركيَّة التقطتها وتُظهر طابورًا من سيَّارات الأهالي الراغبين في المُغادرة أمام حاجز لِلوحدات جنوبي المدينة، حيثُ أطلق العناصر النار لِدفع الأهالي لِلعودة وبث الذُعر بينهم. وذكرت الوكالة أيضًا أنَّ العناصر الكُرديَّة سمحت بِخُرُوج بعض السيَّارات المدنيَّة من عفرين مُقابل رشوة مقدارها ألف دولار أمريكي لِلشخص الواحد، شريطة توجه النازحين نحو مسار تقدُّم الجيشين التُركي والسُوري الحُر.

## ردود الأفعال

### محليًا
- سوريا: ندَّد الرئيس السوري بشار الأسد بالعملية العسكرية التُركيَّة بُعيد انطلاقها، واعتبرها عُدوانًا و«امتداد لِسياسة أنقرة في التنظيمات الإرهابية منذ اندلاع النزاع قبل سنوات»، كما نفى مصدر رسمي في وزارة الخارجية السورية، إبلاغ تُركيا الحكومة السورية نيتها القيام بعمل عسكري ضد قوات سوريا الديمقراطية.[52]

### عربيًا
- مصر: قالت وزارة الخارجية المصرية أنها ترفض العمليات العسكرية التركية في عفرين وتعتبرها انتهاكًا للسيادة السورية،[144] و«تقويضًا لجهود الحلول السياسية القائمة، وجهود مكافحة الإرهاب في سوريا»، وأن موقف القاهرة «ثابت ويرفض الحُلُول العسكريَّة، لما تؤدي إليه من زيادة معاناة الشعب السوري الشقيق».[52]
- قطر: أشارت المتحدثة باسم الخارجية القطرية لولة الخاطر إلى أن «إطلاق القوات المسلحة بالجمهورية التركية عملية (غصن الزيتون) السبت جاء مدفوعًا بمخاوف مشروعة متعلقة بأمنها الوطني وتأمين حدودها، بالإضافة إلى حماية وحدة الأراضي السورية من خطر الانفصال، كما تأتي في سياق تعرض الأراضي التركية لاختراقات وهجمات إرهابية متعددة».[145]

### عالميًا
- روسيا: قالت وزارة الدفاع الروسية أن «الاستفزازات الأمريكية» هي إحدى العوامل الرئيسية التي أزّمت الوضع شمالي غربي سوريا ودفعت تركيا لشن عملية عسكرية في عفرين ضد مسلحي وحدات حماية الشعب الكردية. واعتبرت الوزارة المذكورة أن سعي الولايات المتحدة لعزل مناطق الأكراد ودعمهم بالسلاح وراء حمل الجيش التركي على شن عملية عفرين العسكرية. وقال الجيش الروسي إن تزويد الولايات المتحدة المقاتلين الأكراد بالسلاح «تسبب في رد بالغ السلبية من جانب أنقرة»، وأن هذه الأفعال الأمريكية غير مسؤولة وتهدد بنسف «عملية التسوية السلمية» في سوريا.[146] لكن بالمُقابل، أعلنت روسيا أنها قلقة بسسب إعلان تركيا بدء هجومها على وحدات حماية الشعب الكردية، ودعت إلى ضبط النفس. وقالت وزارة الخارجية الروسية أن «روسيا تبقى مُلتزمة بموقفها فيما يتعلق بالسعي إلى حلول في سوريا، استنادًا إلى الحفاظ على وحدة أراضي هذا البلد واحترام سيادته».[68]
- إيران: قال المُتحدث باسم وزارة الخارجية الإيرانية بهرام قاسمي، يوم 21 كانون الثاني (يناير) 2018، بأن إيران «تُتابع عن كثب وقلق» التطورات الجارية في مدينة عفرين، وأعرب عن أمله بإنهاء هذه العمليات على وجه السرعة، ودعا تُركيا أن «تبقى مُلتزمة بعملية الحل السياسي للأزمة السورية». واعتبر قاسمي أن الهجوم التركي يمكن أن يؤدي إلى تقوية «الجماعات التكفيرية – الإرهابية» من جديد، في مناطق شمالي سوريا وأن يشعل نيران الحرب والدمار مُجددًا.[147][148]
- المملكة المتحدة: بُعيد انطلاق العمليَّة العسكريَّة، قالت المملكة المُتحدة أن لدى تركيا المنضوية في حلف شمال الأطلسي مصلحة مشروعة في ضمان أمن حدودها.[69]
- ألمانيا: قال نائب المتحدث باسم وزارة الخارجية الألمانية، راينر بريول، إن حماية الحدود الجنوبية لتركيا أمر مشروع ومهم بالنسبة لأنقرة.[69] على أن وزير الخارجية الألماني زيغمار غابرييل اتصل هاتفيًا بنظيره التركي مولود جاويش أوغلو ليُعبر عن القلق الألماني من التصعيد في شمال غرب سوريا والتداعيات الإنسانية على السكان المدنيين.[70]
- فرنسا: صرح وزير الخارجية الفرنسي جان إيف لودريان يوم الأحد 21 كانون الثاني (يناير) 2018 أن فرنسا شديدة القلق بشأن «التدهور المفاجئ» في الوضع في سوريا وأنها طلبت اجتماعًا لمجلس الأمن من أجل «تقييم الوضع الإنساني». وأشار إلى إن فرنسا دعت إلى وقف المعارك والسماح للمساعدات الإنسانية بالوصول إلى الجميع. وأوضح قائلًا: «علينا أن نعمل كل ما يجب من أجل تفعيل وقف إطلاق النار بشكل سريع ونبدأ الحل السياسي الذي طال انتطاره».[149] وفي الأسبوع الثاني لانطلاق العملية، حذر الرئيس الفرنسي إيمانويل ماكرون تركيا من أن عمليتها ضد الفصائل الكردية ينبغي ألا تصبح ذريعة لغزو البلاد، قائلًا إنه يريد من أنقرة أن تنسق تحركاتها مع حلفائها، وإن فرنسا لو تبين لها أن العملية تتخذ منحى غير محاربة خطر الإرهاب المحتمل على الحدود التركية وتتحول إلى عملية غزو فسيمثل هذا مشكلة حقيقية بالنسبة لها.[150]
- الولايات المتحدة: أعلن وزير الخارجية الأمريكيَّة ريكس تيلرسون، يوم الإثنين 22 كانون الثاني (يناير) 2018 أنه يشعر بالقلق إزاء حملة الجيش التركي في شمال سوريا، وحض جميع الأطراف على ضبط النفس في النزاع. وقال صحافي كان يُسافر مع تيلرسون إلى باريس، أن الولايات المتحدة أعلمت تركيا برغبتها مُحاولة العمل معها على إقامة المنطقة الأمنية التي تحتاجها في سبيل تحقيق الاستقرار و«تهدئة مخاوف تركيا المشروعة في شأن أمنها».[70] وفي يوم الأربعاء 24 كانون الثاني (يناير) 2018 اتصل الرئيس الأمريكي دونالد ترامب بنظيره التركي رجب طيب أردوغان وحثه على الحد من عملياته العسكرية في سوريا وتجنب أي عمل قد يتسبب بمواجهة بين القوات التركية والأمريكية، وذلك كي لا تتأثر سلبًا الأهداف المشتركة لتركيا والولايات المتحدة في سوريا.[151]
- أذربيجان: قال المُتحدث باسم وزارة الخارجيَّة الأذربيجانيَّة حكمت حاجييڤ أن أذربيجان تتفهم تمامًا مخاوف تُركيا المُتعلقة بِـ«المخاطر الإرهابية»، وأن أذربيجان نفسها التي سبق وعانت من الإرهاب وتداعياته تُدينه بكل أشكاله وتدعم الجهود الدولية لمُحاربته.[152]

### منظمات وهيئات
- الاتحاد الأوروبي: عبَّرت وزيرة خارجية الاتحاد الأوروبي فيديريكا موغيريني عن «قلقها الشديد» إزاء العملية العسكريَّة التُركية في عفرين، وقالت أنه من الواجب التأكد من ضمان إيصال مساعدات إنسانيَّة لِلأهالي في تلك الناحية، وأنها تخشى أن تُقوَّض العملية بِشكل خطير استئناف مُفاوضات جنيف للسلام بين المُعارضة والنظام السوري.[70]
- حلف شمال الأطلسي: اعتبر الأمين العام لحلف شمال الأطلسي، ينس ستولتنبرغ، الخميس 25 كانون الثاني (يناير) 2018، أن من حق تركيا، العضو في الحلف، أن تدافع عن نفسها، ولكن «بشكل متكافئ ومدروس».[124]

## الأعمال الانتقاميَّة ضدَّ الأتراك
أصدرت وزارة الداخليَّة الألمانيَّة تقريرًا يوم الثُلاثاء 23 آذار (مارس) 2018 ربطت فيه بين هُجُوم الجيشين التُركيّ والسُوريّ الحُر على عفرين، وبين تصاعد الهجمات على المساجد والجمعيات الثقافيَّة والمطاعم التُركيَّة في برلين وولايات شمال الراين - وستفاليا، وشليزفيغ-هولشتاين، وبادن-فورتمبرغ، التي ارتفعت من 13 هُجومًا قبل سنة إلى 37 هُجومًا في سنة 2018 مُنذُ انطلاق عمليَّة غصن الزيتون. ويوم سيطرة الجيشين التُركي والسُوري الحُر على عفرين، تعرَّض مبنى السفارة التُركيَّة في العاصمة الدنماركية كوبنهاغن لِهُجومٍ بقنبلة مولوتوڤ. نسبت التحقيقات والتحليلات هذه الهجمات إلى أفرادٍ من أكراد الشتات، ووُصفت بأنها هجمات انتقاميَّة تعكس حالة الإحباط التي خلَّفها سُقُوط عفرين في نُفُوس الأكراد المُقيمين في أوروپَّا، لا سيَّما وأنَّ عفرين تُعد «دُرَّة الشمال السوري» بسبب أهميَّتها الاستراتيجيَّة والاقتصاديَّة الكبيرة، وأنَّ وطأة شعور الأكراد بِالهزيمة يُمكن لِلمرء تخيُّلها إذا صحت تقديرات أنقرة لخسائر هذه الحملة العسكريَّة في صُفوف المُقاتلين الأكراد.

## في الذكرى السنويَّة الأولى

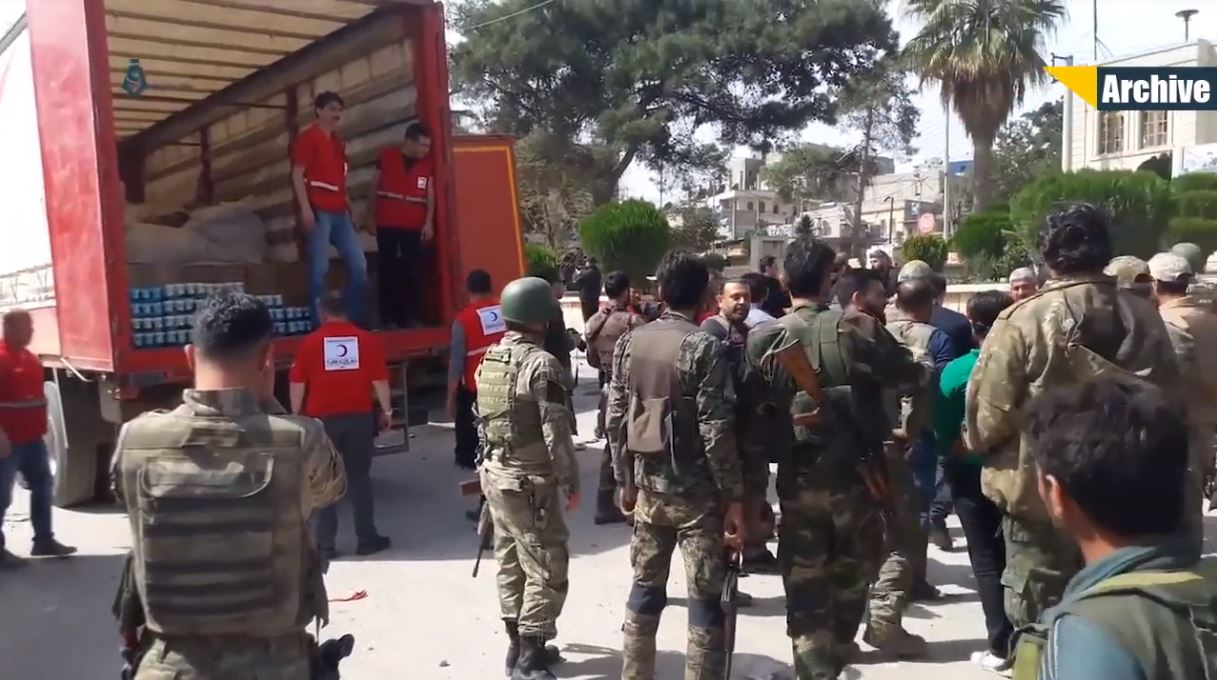
الهلال الأحمر يُوزِّع مُساعدات على المدنيين بحُضور عناصر من الجيش التُركي والسوري الحُر.

عند حُلُول الذكرى السنويَّة الأولى لانطلاق عمليَّة غصن الزيتون، أي يوم 20 كانون الثاني (يناير) 2019، تظاهر الآلاف في مدينة القامشلي شمال شرق سوريا رفضًا للعمليَّة العسكريَّة التُركيَّة في عفرين، وتعهَّدت وحدات حماية الشعب الكُرديَّة في بيانٍ «مُواصلة النضال بهدف تحرير عفرين من الاحتلال». لكن الرئيس التُركي رجب طيب أردوغان ردَّ خلال مُؤتمر عبر الهاتف مع عسكريين أتراك شاركوا في العمليَّة قائلًا: «لن ينجحوا أبدًا في ردعنا عن مُواصلة معركتنا في عفرين».
بِالمُقابل، قالت إحدى المصادر الإعلاميَّة التُركيَّة أنَّ العمليَّة العسكريَّة مكَّنت فرق الدفاع المدني من دُخُول المدينة مُنذُ 2 آب (أغسطس) 2018، والعمل على مُساعدة الأهالي. كما قالت أنَّ تُركيَّا دعمت تشكيل 7 مجالس محليَّة لإدارة شُؤون عفرين وبلداتها، وقامت بتقديم الاستشارات والدعم الملموس لتلك المجالس في مجالات الصحة والتعليم والرياضة والتجارة والصناعة والزراعة، فقدَّمت السماد والبذار بهدف تشجيع الزراعة وإنعاش هذا القطاع في عفرين التي تشتهر بالزيتون، ودعمت افتتاح معامل لعصر الزيتون وصناعة الصابون في المدينة، مما أنعش الأسواق والتجارة في المدينة ذاتها والبلدات المجاورة بعد ذلك. كما أُعيد تفعيل مُستشفى الشفاء، وافتُتح مُجمَّعًا ثقافيًّا ورياضيًّا في عفرين، وعاد 43 ألف طالب من أبناء المدينة وبلداتها إلى مُتابعة مسيرتهم التعليميَّة. كذلك، رُمِّم 36 مسجدًا في المنطقة، وفُتح 170 مسجدًا آخر بعدما أُغلقت طيلة فترة القتال. رُغم كُل ما ذُكر، أُشير إلى أنَّ عفرين مُنذُ أن سيطرت عليها القُوَّات التُركيَّة والسوريَّة الحُرَّة تستهدفها تفجيرات بِعُبوات ناسفة بين الحين والآخر، منها تفجيرٌ وقع في حافلة في وسط المدينة، بِالتزامن مع الذكرى السنويَّة الأولى لانطلاق عمليَّة غصن الزيتون، وأفضى إلى مقتل ثلاثة مدنيين، وإصابة تسعة أشخاص بجروح بينهم مدنيُّون ومقاتلون.